# Алеппо

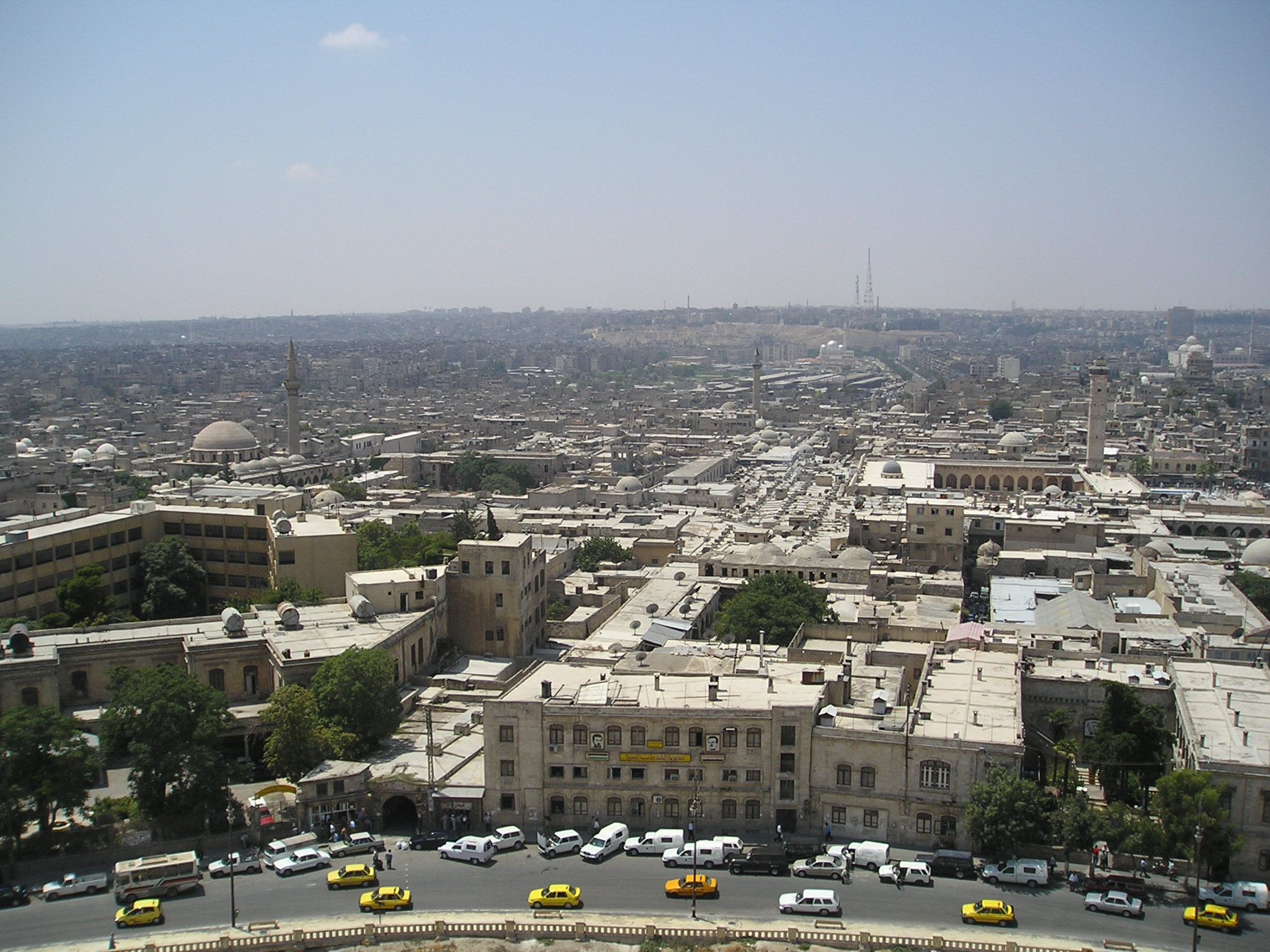
Вид Алеппо с цитадели

Але́ппо, также Ха́леб (араб. حَلَبُ‎ Ḥalab, тур. Halep, з.-арм. Հալէպ  (Haleb), греч. Βέροια, лат. Berœa) — крупнейший город Сирии и центр одноимённой, самой населённой мухафазы страны. Расположен в нахии Горы Симеона, района Джебель-Семъан. С населением в 3 868 000 жителей (2022) Алеппо являлся и остаётся одним из самых крупных городов Леванта. На протяжении многих веков Алеппо был самым крупным городом в Великой Сирии и третьим по величине в Османской империи, после Стамбула и Каира.
Алеппо — один из самых древних постоянно населённых городов мира, он был заселён уже, скорее всего, к VI тысячелетию до нашей эры. Раскопки в Телль ас-Сауда и Телль аль-Ансари (юг старой части города) показывают, что область была заселена, по крайней мере, во второй половине III тысячелетия до нашей эры. Алеппо упоминается в хеттских надписях, в надписях Мари на Евфрате, в центральной Анатолии, и в городе Эбла, где он описывается как один из главных центров торговли и город военного искусства.
Город имеет значительное место в истории, так как расположен на Великом шёлковом пути, проходившем через Среднюю Азию и Месопотамию. Когда в 1869 году был открыт Суэцкий канал, грузы стали перевозить по воде и роль Алеппо как торгового города снизилась. Незадолго до начала гражданской войны в Сирии Алеппо переживал короткий период возрождения. В 2006 году город завоевал титул «Столица исламской культуры».
Расположен в северной части Сирии, между Оронтом и Евфратом, на степной реке Куэйке (قويق‎), у северо-западного подножья бесплодной возвышенности, в широкой котловине, окружённой со всех сторон высокими известковыми стенами, на высоте 380 метров, в 350 километрах к северо-востоку от Дамаска.

## Этимология
В древности Алеппо был известен под именем Халпе или Халибон, а греки и римляне назвали его Бе́роя (греч. Βέροια, лат. Beroea). Во время Крестовых походов и затем в период французского мандата на Сирию и Ливан город называли по-итальянски Алеппо, вместо Алеп. Однако происхождение древнего названия Халаб неясно. Некоторые предполагают, что Халаб значит «железо» или «медь», поскольку он являлся основным производителем этих металлов в древности. «Халаба» на арамейском означает «белый», сторонники этой версии ссылаются на цвет почвы и изобилие мрамора в этом районе. Ещё одно объяснение происходит из народной этимологии и заключается в том, что название араб. حَلَبَ‎ («Халаба») означает «доил (молоко)», отсылая к древней легенде, что Авраам давал молоко путешественникам. Они спрашивали друг друга حَلَبَ إِبْرَاهِيمُ؟ (халабa Ибрахийм?), то есть «доил Ибрагим (Авраам)?». Цвет его коровы был рыжим (شَهَبٌ‎, shaheb), поэтому город называют حَلَبُ الشَّهْبَاءُ‎, «Халаб аш-Шахба».
В 2003 году немецкий археолог К. Кольмейер открыл при раскопках храма Адада в цитадели Алеппо две статуи (бога и царя), причём начало надписи лувийскими иероглифами на царской статуе гласит: «Я — Тайта, герой, царь страны Палистинской. Моему господину, богу Грозы Халеба я посвятил изображение…» (пер. А. В. Сафронова).

## География

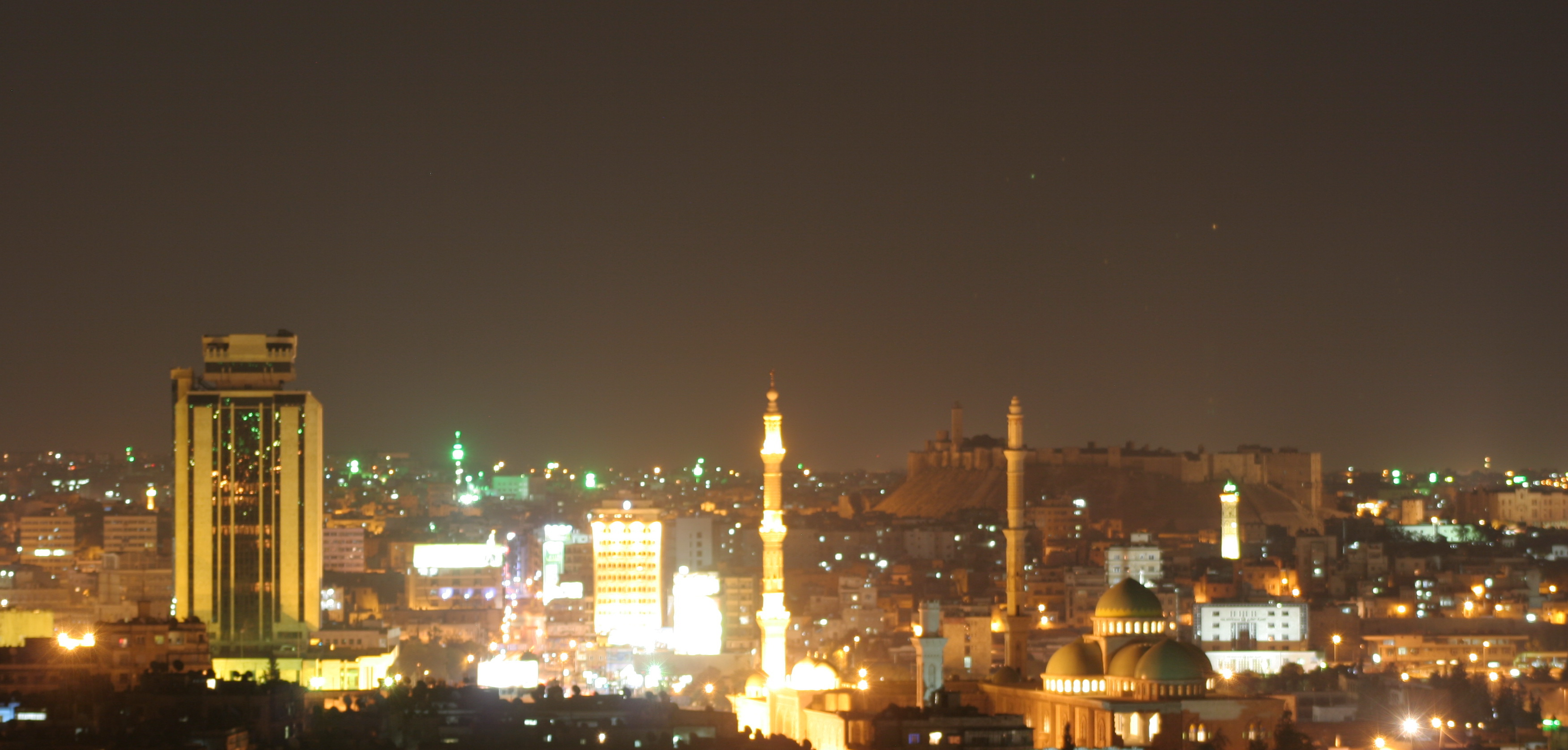
Алеппо ночью

Алеппо находится в 120 км от Средиземного моря, на высоте 380 м над уровнем моря, в 45 км к востоку от сирийско-турецкой границы. Город окружён сельскохозяйственными угодьями на севере и западе, где распространено культивирование фисташковых и оливковых деревьев. На востоке Алеппо окружает Сирийская пустыня.
Город был основан в нескольких километрах к югу от расположения старого города, на правом берегу реки Куэйке; старая часть города лежит на левом берегу реки. Он был окружён 8 холмами, образующими окружность с радиусом 10 км, в центре которой был главный высокий холм. На этом холме была построена крепость, датируемая II тыс. до нашей эры. Эти холмы называются Телль ас-Сауда, Телль Айша, Телль ас-Сетт, Телль аль-Ясмин, Телль аль-Ансари (Ярукиййя), Ан ат-Талль, аль-Джаллюм и Бахсита. Старая часть города была огорожена древней стеной, состоящей из девяти ворот. Стену окружал широкий глубокий ров.
Площадью 190 км², Алеппо является одним из наиболее быстро растущих городов на Ближнем Востоке. План развития города, принятый в 2001 году, предусматривал расширение общей площади Халеба до 420 км² к концу 2015 года.

## Климат
Климат Алеппо очень близок к средиземноморскому. При этом горное плато, на котором расположен город, значительно снижает прогревающий эффект Средиземного моря в зимние месяцы, что делает зиму в Алеппо значительно холоднее, чем в других средиземноморских городах, хоть она и менее продолжительна. По средней температуре января зима сравнима с зимой на Южном берегу Крыма, при этом ночью отмечаются стабильные ночные заморозки, при тёплом дне, хотя погода очень часто меняется.
В отдельные годы возможны серьёзные похолодания, достигающие −5 °C, а изредка −10 °C. Часто выпадает снег, отдельные зимы бывают снежными и сопровождаются образованием временного снежного покрова. Зимой доминирует ветреная, сырая погода. Лето очень жаркое, и практически без осадков. Однако оно наступает и заканчивается также раньше, чем в средиземноморских городах. Температура в среднем составляет +36 °C в дневное время, но часто поднимается более +40 °C. Весна в Алеппо наступает условно во второй половине февраля и длится до конца апреля. Осень в Алеппо очень короткая, и ею является лишь ноябрь.

## История
Алеппо — один из самых древних городов мира, он был заселён в VI тысячелетии до нашей эры. Раскопки в Телль ас-Сауда и Телль аль-Ансари (юг старой части города) показывают, что область была заселена во второй половине III тысячелетия до нашей эры. Алеппо упоминается в хеттских надписях, в надписях Мари на Евфрате, в центральной Анатолии, и в городе Эбла, где он описывается как один из главных центров торговли и военного искусства.

### Древний мир

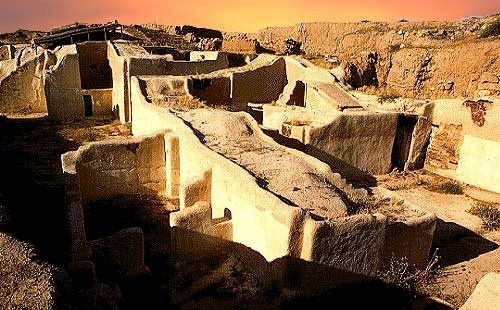
Эбла. Развалины царского дворца

#### Древний Восток

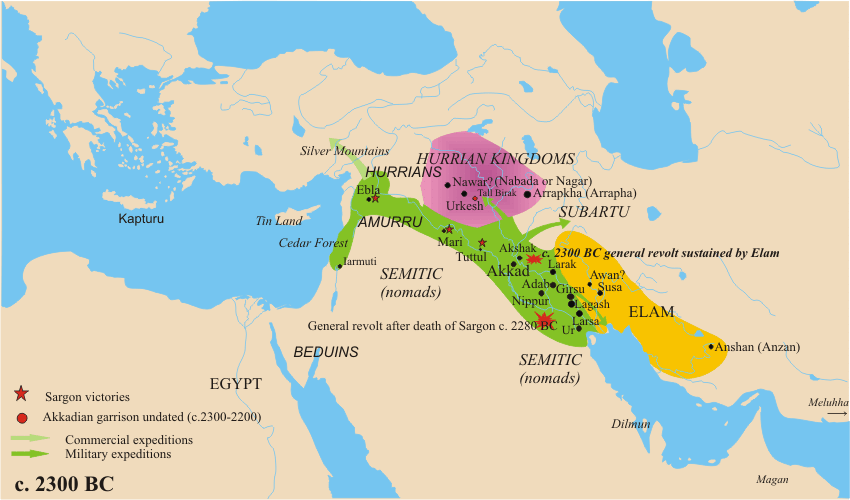
Империя Саргона Древнего, XXIV век до н. э.

Алеппо появляется в исторических записях гораздо раньше, чем Дамаск. Первое упоминание о нём восходит к III тысячелетию до н. э., когда Алеппо был столицей независимого царства Эбла.
Город был известен как Арми в Эбле и под именем Арманум в Аккаде. Нарам-Син, царь Аккада (или его дед, Саргон Древний), уничтожил Эблу и Арман в XXIII веке до нашей эры.
В поздне-вавилонский период Алеппо впервые упоминается под именем Халаб (Халап, Халба). Город был столицей аморейского царства Ямхад. Царство Ямхад (араб. يمحاض‎)(ок. 1800—1600 гг. до н. э.), также известное как «земля Халеба», в то время было самым сильным и могущественным царством на Ближнем Востоке.
Ямхад был разрушен хеттами при Мурсили I в XVI веке до нашей эры. Однако Алеппо вскоре возобновил свою ведущую роль в Сирии, когда хеттские силы в регионе ослабли из-за внутренних раздоров.
Воспользовавшись безвластием в регионе, Парраттарна, царь хурритского царства Митанни, завоевал Алеппо в XV веке до нашей эры. Впоследствии Алеппо оказался на линии фронта в борьбе между Египтом, Митанни и Хеттским царством. Хетт Суппилулиума I победил Митанни и завоевал Алеппо в XIV веке до н. э. Алеппо имел культовое значение для хеттов: он был центром поклонения богу погоды.
Когда Хеттское царство рухнуло в XII веке до н. э., Алеппо стал частью арамейского сиро-хеттского царства Арпад, а позже он стал столицей арамейского сиро-хеттского царства Хатарикка-Лухути.
В IX веке до н. э. Алеппо стал частью Новоассирийского царства, а позже Нововавилонского царства и империи Ахеменидов.

#### Античность

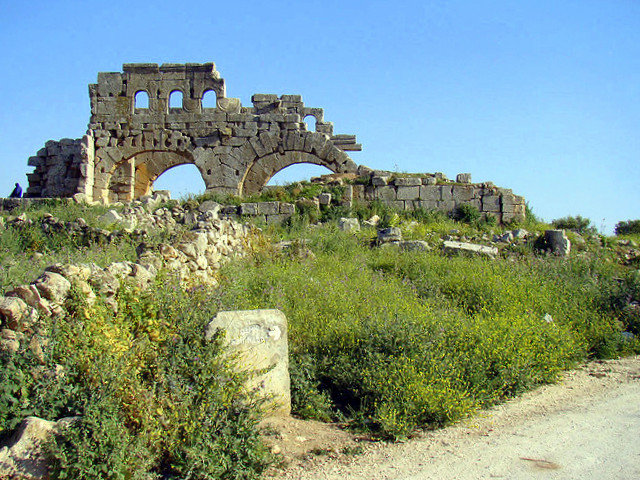
Руины маронитской базилики в Брэд, Алеппо

Александр Македонский завоевал город в 333 году до нашей эры. Селевк Никатор основал здесь греческое поселение (ок. 301—286 до н. э.) и назвал его Верия — в честь города Верия в Македонской империи.
Верия оставалась под владычеством Селевкидов почти 300 лет. Правление Рима обеспечило стабильность и безопасность Северной Сирии на протяжении более трёх веков.
В римскую эпоху население в северной Сирии заметно увеличилось, выросло оно также и во время владычества византийцев в V веке. В эпоху поздней античности Верия был второй по величине город после Антиохии, столицы Сирии; и третий по величине город в Римской империи. Археологические данные свидетельствуют о высокой плотности населения в деревнях и городках между Антиохией и Верией в VI веке нашей эры. В настоящее время в этих поселениях находятся древние дома и церкви, такие как церковь Св. Симеона Столпника. Святой Марон, вероятно, родился в этом регионе: его могила находится в Брэд, к западу от Алеппо.
Верия упоминается в 2Мак. 13:3.

### Средневековье

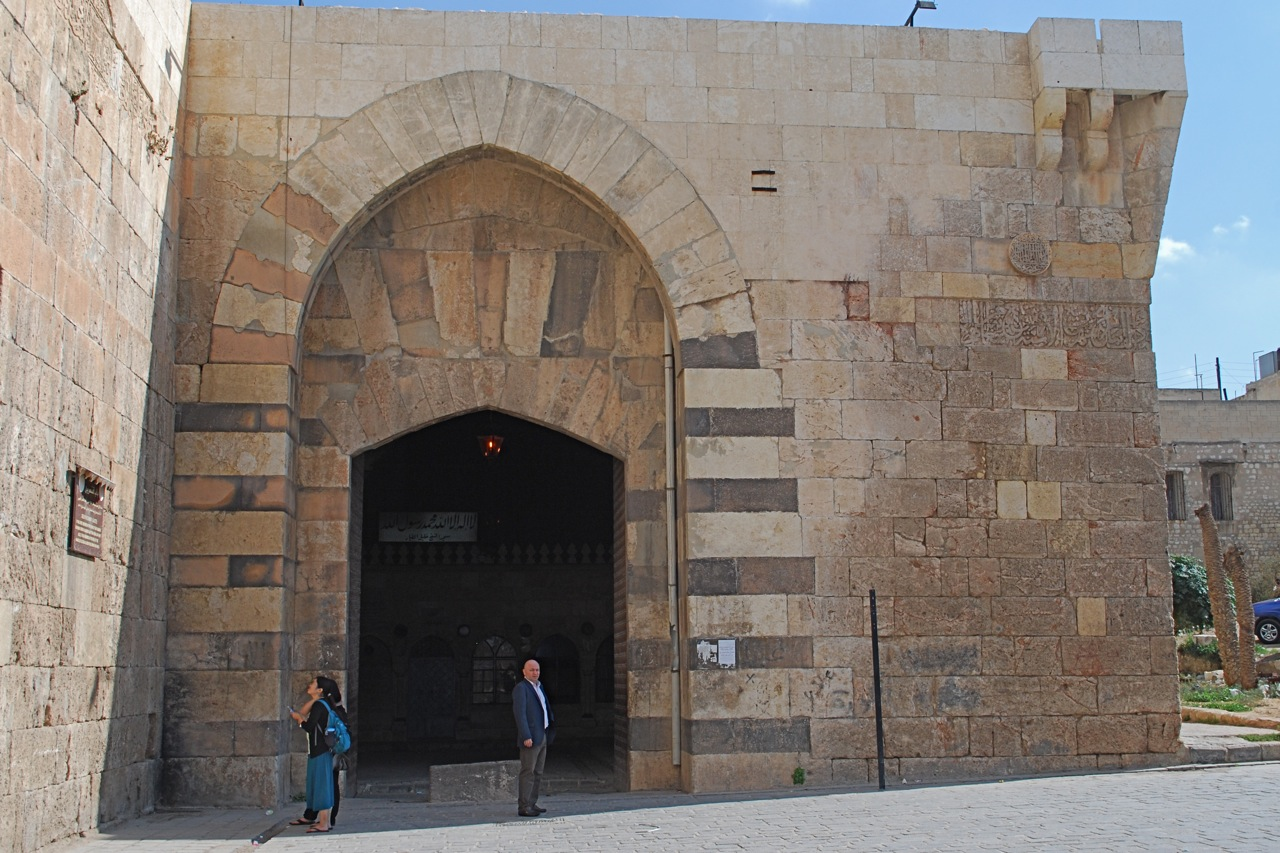
Древние стены Алеппо и Баб Кыннасрин, отреставрированные в 1256 году Ан-Насир Юсуфом

Сасаниды вторглись в Сирию в начале VII века. Вскоре Алеппо завоевали арабы под предводительством Халид ибн Валида в 637 году. В 944 году он стал резиденцией независимого эмирата хамданидского князя Сайф аль-Даула, и город процветал, будучи домом великого поэта Аль-Мутанабби и философа Аль-Фараби. Город был возвращён византийцами в 962 году и был в составе Восточной Римской Империи (Византийской) с 974 по 987 год. Халеб и его эмират стали вассальным государством с 969 года до византийско-сельджуских войн. В 1024—1080 годах с небольшими перерывами городом управляла династия Мирдасидов. Алеппо был дважды осаждён крестоносцами, в 1098 и 1124, но не был завоёван.
Землетрясение, произошедшее в 1138 году, разрушило город и его окрестности. Нельзя полностью опираться на оценки того времени, но, тем не менее, считается, что 230 000 человек погибло, таким образом делая его пятым самым смертоносным землетрясением в истории человечества.
Халеб перешёл к Саладину, а затем династии Айюбидов в 1183 году.

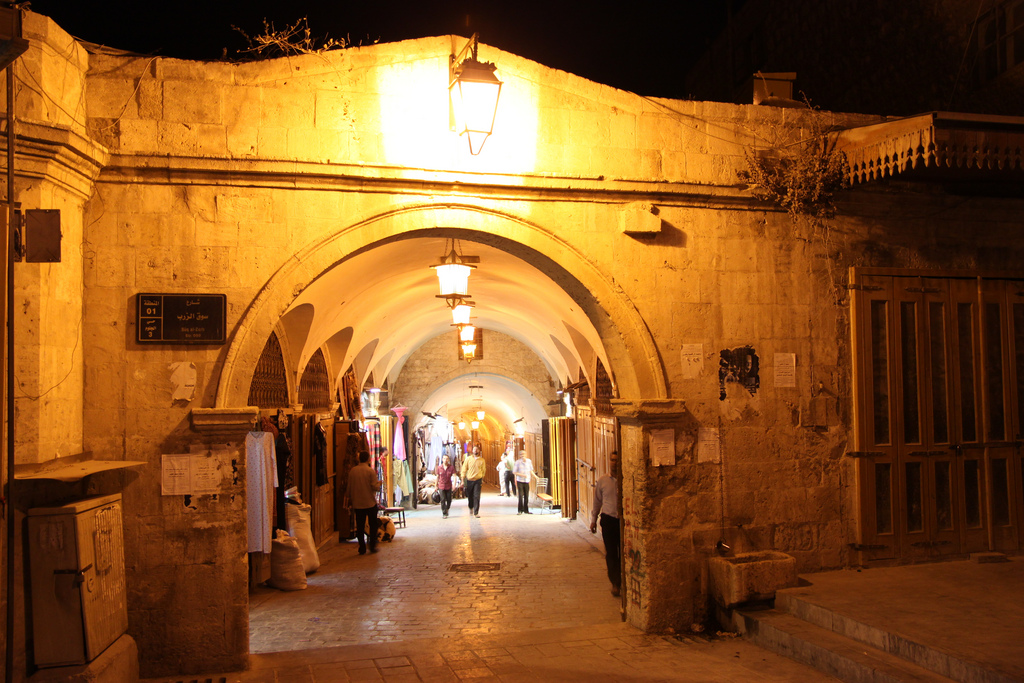
Сук аз-Зирб мамлюкского периода

24 января 1260 года Алеппо был взят монголами во главе с Хулагу вместе с рыцарями князя Антиохии Боэмунда VI и его тестем, царём Армении Хетумом I. Город был плохо защищён айюбидом Туран-шахом: стены рухнули после шести дней бомбардировки, а цитадель — через четыре недели.
Много мусульман и иудеев погибло, а христианское население было пощажено.
Так как монголы уважали Туран-шаха за его храбрость, они не убили его. Затем город был передан бывшему эмиру города Хомс, аль-Ашрафу Мусе, в городе был установлен монгольский гарнизон. Награда была вручена и Хетуму I за его помощь во взятии Халеба. Затем монгольские войска направились в сторону Дамаска, и он сдался. Монголы вошли в Дамаск 1 марта 1260 года.
В сентябре 1260 года мамлюки провели переговоры по заключению договора с франками из Акко, который позволил им беспрепятственно пройти через крестоносцев, и вступили в бой с монголами (см. Битва при Айн-Джалуте) 3 сентября 1260 года. Мамлюки одержали победу, убив монгольского военачальника Китбуку, и через пять дней заново захватили Дамаск. Мусульмане овладели Алеппо за месяц, и губернатор мамлюков остался управлять городом. В декабре того же года Хулагу послал войска, чтобы попытаться возвратить себе Алеппо. Монголы убили большое количество мусульман в отместку за смерть Китбуки, но, так как захватить город в течение двух недель им не удалось, они были вынуждены отступить.
В октябре 1271 года монголам снова удалось захватить Халеб, победив туркменские войска, защищавшие город, и десятитысячную армию из Анатолии.
Гарнизоны мамлюков бежали в город Хама, но Бейбарс вернулся со своей армией отстаивать Алеппо, и монголы отступили.
20 октября 1280 года монголы заново овладели Халебом, обворовывая рынки и поджигая мечети.
Мусульманские жители города бежали в Дамаск, где лидер мамлюков Аль-Мансур Калауун собирал свои силы. Когда его армия подошла к Алеппо, монголы снова отступили, возвращаясь через Евфрат.
В 1400 году тюркский лидер Тамерлан отвоевал город у мамлюков. Было убито множество жителей, за пределами города была построена башня из тысяч человеческих черепов. После ухода монголов всё мусульманское население возвратилось в Алеппо. Но христиане, покинувшие город во время нашествия монголов, не смогли переселиться обратно в свой квартал в старой части города. Это привело их к созданию нового квартала в 1420 году, построенного за пределами городских стен, в северном пригороде Алеппо. Этот новый квартал назывался аль-Ждейде («новый район» по-арабски).
Османская империя
XVI век — XX век: Османская империя
1516 г.: Алеппо стал частью Османской империи после победы султана Селима I над мамлюками.
В период османского правления город стал важным торговым и культурным центром, известным своими базарами и архитектурой.

### Новое время
В XIX веке в городе произошли два крупных еврейских погрома. В 1947 году, вслед за образованием Израиля, в городе произошёл крупный погром, в результате которого начался массовый выезд евреев в Израиль.

### Гражданская война

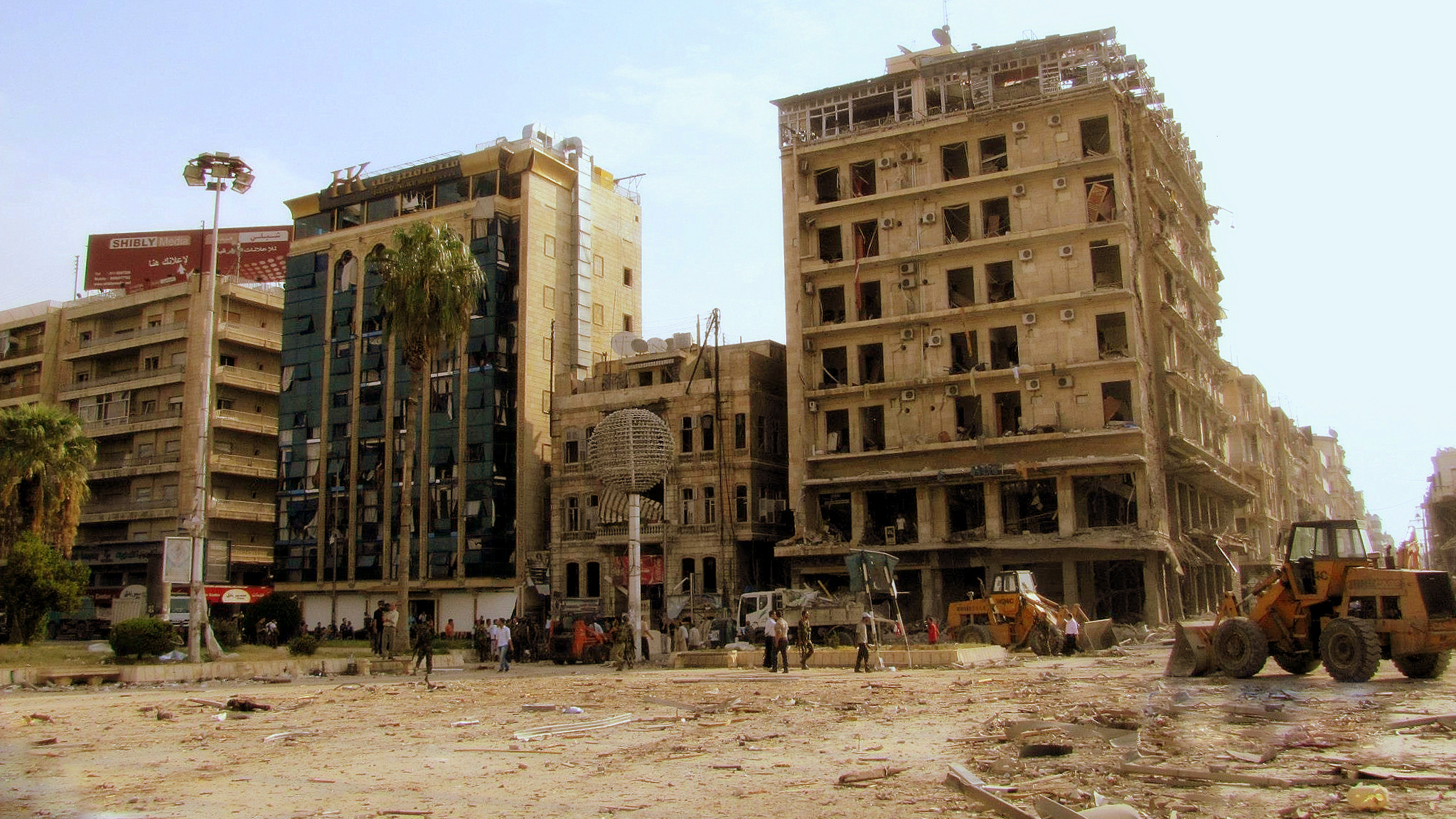
Город после войны

В 2012 году во время Гражданской войны в Сирии город стал ареной ожесточённых боёв между антиправительственными повстанцами и террористическими группировками с одной стороны и правительственными войсками — с другой. Активная фаза боёв началась летом 2012 года.
Первоначально в противостояние были вовлечены преимущественно умеренные оппозиционные группировки и правительственные войска, а также курдские боевики из Отрядов народной самообороны. Постепенно среди антиправительственных сил всё большую роль стали играть радикальные исламистские группировки, в том числе Фронт ан-Нусра и «Исламское государство», а в войну на стороне правительства вступили многочисленные союзные вооружённые группировки (в основном шиитские ополчения из Ливана, Ирака и Афганистана), а также военные советники из Ирана. С началом в сентябре 2015 года российской военной операции в Сирии, к вооружённому противостоянию в Алеппо присоединились российские ВКС, наносившие авиационно-ракетные удары по повстанческим и террористическим группировкам.
Будучи крупнейшим городом страны по населению и до войны считавшийся «экономической столицей Сирии», Алеппо рассматривался сторонами конфликта и экспертами как имеющий большое стратегическое и политическое значение, а бои за контроль над городом — как решающий фронт. Это обусловило затяжной и ожесточённый характер боевых действий, которые привели к массовым разрушениям городской инфраструктуры и большим потерям среди мирного населения.
Атаковав город летом 2012 года, повстанческие группировки довольно быстро захватили примерно 40 % его территории. Их дальнейшее продвижение, однако, было остановлено, и в 2012—2013 годах ситуация приобрела тупиковый характер. Боевикам удалось перерезать стратегическое шоссе Дамаск — Алеппо, за контроль над которым начались ожесточённые бои.
15 января 2013 года мощные взрывы прогремели на территории местного университета. В результате взрыва погибли 80 и были ранены около 150 человек, среди которых были студенты и беженцы, размещённые на территории университета.
12 марта сирийские войска и мятежники возобновили бои за международный аэропорт Алеппо, повстанцы также атаковали авиабазы Найраб и Маннах недалеко от аэропорта. 19 марта в пригороде Алеппо — Хан-эль-Асале — был применён нервно-паралитический газ зарин, в результате чего погибли 15 человек.
К октябрю 2013 года половина города удерживалась правительственными войсками, другая часть — различными группировками повстанцев. Население города за время с начала конфликта сократилось с 2,5 млн до менее чем 1 млн человек.
В 2014—2015 годах сирийская армия, поддержанная союзными ополченцами и иранскими военнослужащими, провела серию успешных операций, заложивших основу для будущего окружения и штурма города.
4 марта 2015 года произошёл мощный взрыв у здания разведки ВВС Сирии в Алеппо. Мятежники привели в действие взрывное устройство в туннеле, расположенном под зданием спецслужбы. Погибло более 30 человек.
Ночью 12 июля в результате мощного взрыва туннеля в Старом городе была сильно повреждена стена цитадели Алеппо, внесённой в список Всемирного наследия ЮНЕСКО.
Начало российской военной операции в Сирии в сентябре 2015 года позволило коренным образом изменить ситуацию в Сирии в пользу правительства Башара Асада, разблокировать Алеппо, а в дальнейшем — установить контроль над всей территорией города.
В феврале 2016 года сирийская армия в ходе успешного наступления окружила Алеппо с севера, перерезав линии снабжения боевиков со стороны турецкой границы.
В ходе летней кампании 2016 года армия завершила полное окружение города и начала его осаду. По оценкам на сентябрь 2016 года, в восточной части Алеппо (контролируемой оппозицией и террористами) оставалось около 250 тыс. жителей, в западной части (контролируемой правительственными силами) — 1,5 млн человек.
28 июля Россия вместе с сирийскими властями начала гуманитарную операцию в Алеппо. Было открыто три гуманитарных коридора для гражданского населения, четвёртый — для выхода боевиков.
В августе Управлением по координации гуманитарных вопросов ООН (УКГВ) была высказана обеспокоенность ухудшающейся ситуацией с безопасностью и гуманитарной обстановкой в городе, в особенности в восточном Алеппо. Позже генеральный секретарь ООН Пан Ги Мун заявил, что в городе велика вероятность гуманитарной катастрофы.

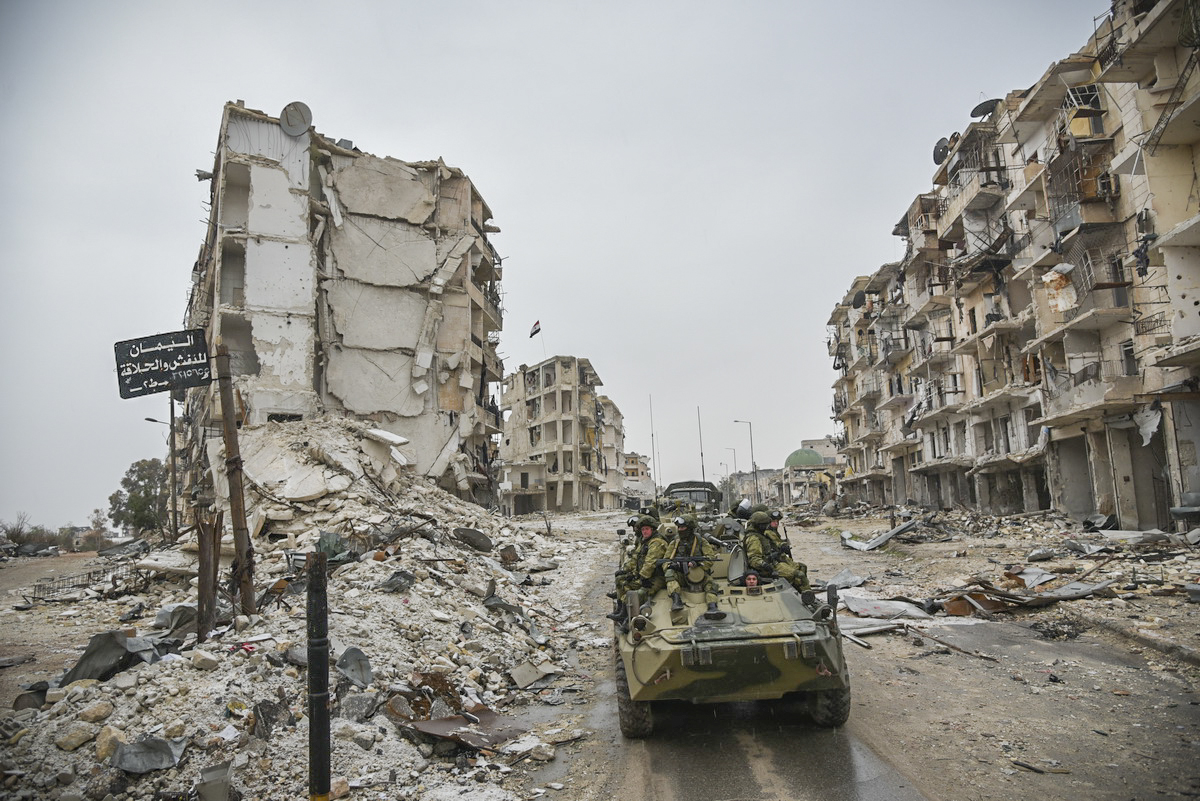
Алеппо, 21 декабря 2016. Фотография с веб-сайта министерства обороны Российской Федерации

На наличие гуманитарной катастрофы в конце сентября указывал заместитель генерального секретаря ООН по гуманитарным вопросам Стивен О’Брайен. Тогда же генеральный секретарь ООН Пан Ги Мун обвинил Сирию и Россию в военных преступлениях — использовании зажигательных и бункерных бомб против жилых районов Алеппо.
15 ноября 2016 года, при массированной авиационно-ракетной поддержке российских ВКС, сирийская армия начала наступление с целью захвата неподконтрольной (восточной) части города, через месяц приведшее к краху оборонительных рубежей боевиков и переходу города под контроль правительства. К середине декабря 2016 года город был полностью занят правительственными войсками.
К вечеру 22 декабря 2016 года город окончательно перешёл под контроль правительственных сил.
После освобождения города его жилые кварталы многократно подвергались миномётным и ракетным обстрелам со стороны боевиков, что приводило к новым жертвам.

### Восстановление
Алеппо сильно пострадал в ходе военных действий, многие местные достопримечательности получили повреждения или были разрушены. Множество производственных предприятий экономической столицы страны было разграблено.
В июле 2019 года был восстановлен центральный городской рынок «Аль-Сактыя», входящий в список всемирного наследия ЮНЕСКО.
В августе 2019 года ещё продолжалось восстановление жилья и инфраструктуры города. К осени 2019 года был восстановлен ряд промышленных производств. В восстановлении Алеппо принимали участие беженцы, вернувшиеся в город.

### Захват Алеппо повстанцами в 2024 году
В ноябре 2024 года антиправительственные силы совместно с дружественными и протурецкими группировками совершили стремительное наступление на подконтрольные сирийской армии территории. Благодаря эффекту неожиданности антиправительственные силы смогли захватить свыше десятка населённых пунктов и навязать бои в пригороде Алеппо. В период с 28 по 29 ноября 2024 года повстанцы смогли взять под контроль более 70 процентов территории города, захватив в том числе военно-исследовательский центр. 1 декабря 2024 года город был окончательно взят антиправительственными силами.
Впервые с 2016 года по городу наносились удары ВКС РФ.

## Население

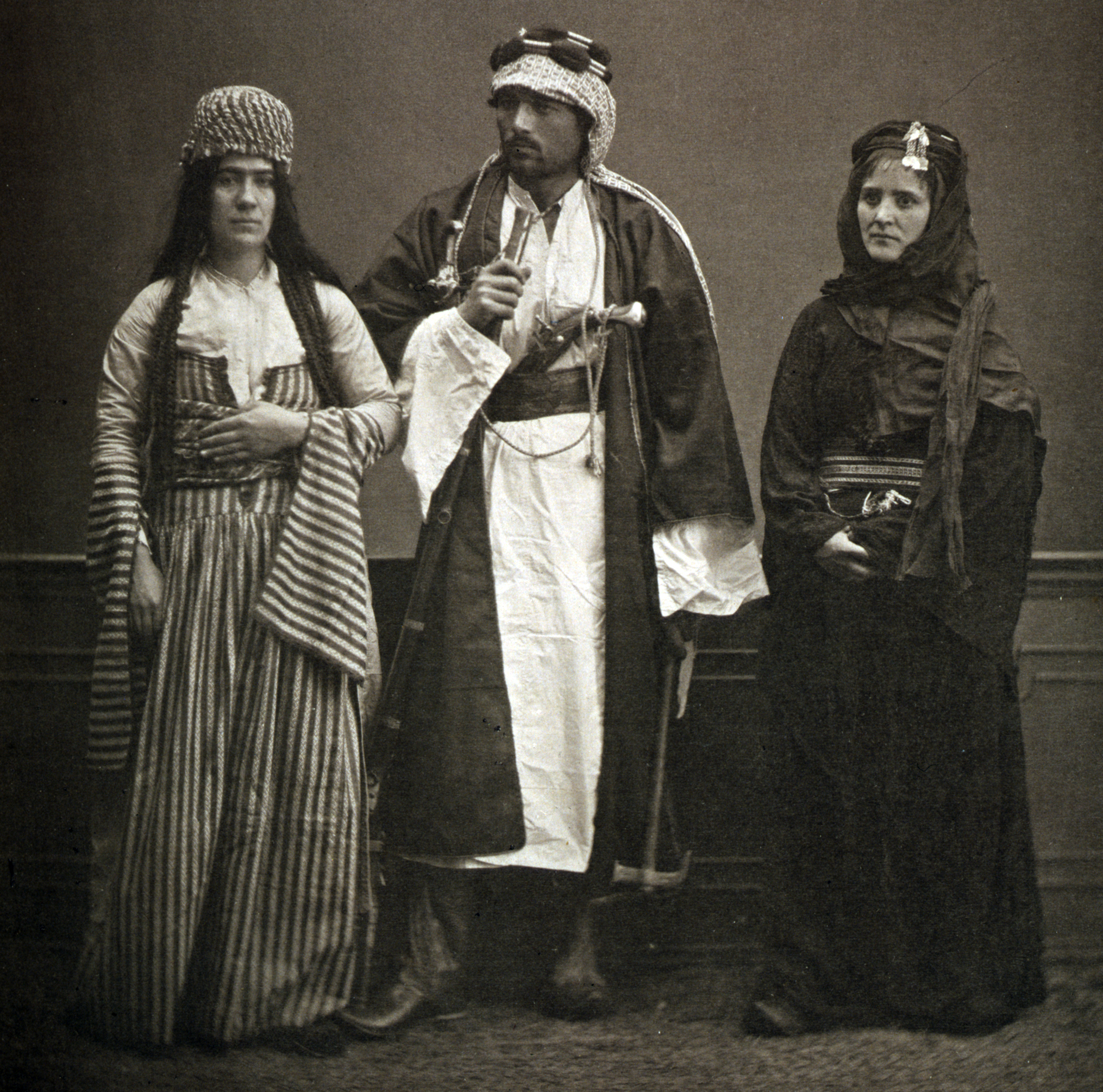
Иудейка и бедуины в Алеппо, 1873 год

Большинство жителей Халеба — арабы-мусульмане. Христианское население состоит из армян, греков, маронитов, сирийских католиков; существуют еврейская и американская протестантская общины.
| Год  | Население | Прирост, %± |
| ---- | --------- | ----------- |
| 1883 | 99 179    | -           |
| 1922 | 156 748   | 44,9 %      |
| 1934 | 249 921   | 19,0 %      |
| 1950 | 362 500   | 11,5 %      |
| 1965 | 500 000   | 17,5 %      |
| 1990 | 1 216 000 | 90,3 %      |
| 2000 | 1 937 858 | 29,2 %      |
| 2005 | 2 301 570 | 5,5 %       |
| 2016 | 1 800 000 | -22 %       |

### Исторические данные
Ещё в начале XIX столетия Халеб населяли 200 тыс. жителей; город имел обширную промышленность и торговлю, его фабрики снабжали весь Восток шёлковыми, бумажными, шерстяными и парчовыми материями. Но землетрясение, чума и холера подорвали его благосостояние. Согласно историку из Алеппо, шейху Камель аль-Газзи (1853—1933), население города до разрушительного землетрясения 1822 года составляло 400 тыс. человек. Затем от холеры и чумы (1823 и 1827 годов соответственно) население Халеба сократилось до 110 тысяч человек. В 1901 году общая численность жителей Алеппо составляла 108 143 человека, из которых мусульмане — 76 329 (70,58 %), христиане-католики — 24 508 (22,66 %); и иудеи — 7306 (6,76 %). Христианское население значительно увеличилось с притоком армянских беженцев (после геноцида армян 1915 года) и сирийских христиан из других городов. После прибытия первой группы армянских беженцев (1915—1922) население Алеппо в 1922 году стало 156 748 человек, из них мусульмане составляли 97 600 жителей (62,26 %), христиане-католики — 22 117 (14,11 %), иудеи — 6580 (4,20 %), численность европейцев в городе составляла 2652 (1,70 %), армянских беженцев — 20 007 (12,76 %) и других — 7792 (4,97 %).
Второй поток армянских беженцев в направлении Алеппо был вызван выводом французских войск из Киликии в 1923 году. В 1923—1925 годах в город прибыли более чем 40 000 армян, а население Алеппо достигло 210 000 человек к концу 1925 года, из которых армяне составляли более 25 %.
Согласно историческим данным, представленным шейхом Рамель аль-Газзи, подавляющее большинство христиан города Халеб были католиками, вплоть до последних дней османского владычества. Рост православных христиан связан, с одной стороны, с приездом армянских и сирийских христиан, выживших в Киликии и южной Турции; а с другой стороны, с прибытием большого количества православных греков из Санджака Александретты, после его аннексии в пользу Турции (1939).
В 1944 году население Алеппо составляло около 325 000 человек, где 112 110 (34,5 %) христиане (из них армян — 60 200). Армяне составляли более половины христианской общины Алеппо до 1947 года, в то время как многие из них уехали в Советскую Армению в рамках армянской репатриации (1946—1967).

### Современное состояние
Алеппо — самый густонаселённый город в Сирии, с населением в 2 098 210 человек (2021). Более 80 % жителей Алеппо являются мусульманами-суннитами. Это прежде всего арабы, курды и туркмены. Другие мусульманские группы включают адыгов (черкесы, кабардинцы, адыгейцы), чеченцев, албанцев, боснийцев и помаков. Этнические группы и религии были однородны с древних времён.
До начала Битвы за Алеппо городе располагалась одна из крупнейших христианских общин на Ближнем Востоке в городе жили более чем 250 тыс. христиан, составляя около 12 % от общей численности населения, Алеппо является домом для многих восточных христиан, в основном армян, сирийских христиан и греков-мелькитов. На данный момент в городе проживает менее 100 000 к началу 2017 года, из которых около 30% были этническими армянами. Значительное число сирийских христиан в Алеппо родом из города Урфа (Турция) и говорит на армянском языке. Большая община христиан принадлежит Армянской апостольской, Сирийской православной и Греко-православной церквям. В Халебе было очень много католиков, в том числе греков-мелькитов, маронитов, латинян, халдеев и сирийских католиков. В нескольких районах города преобладает христианское и армянское население, таких как старый христианский квартал аль-Джеиде. Современные христианские районы называются Азизия, Сулеймания, Гаре де Багдад, Урубе и Мейдан. В было Алеппо 45 действующих церквей, принадлежащих вышеупомянутым конфессиям, однако 20 из них было разрушено в результате Гражданской войны в Сирии.
Арабоязычное население Алеппо говорит на северосирийском диалекте, который называется шави. Для этого диалекта характерно заимствование многих слов из турецкого языка ввиду географической близости.

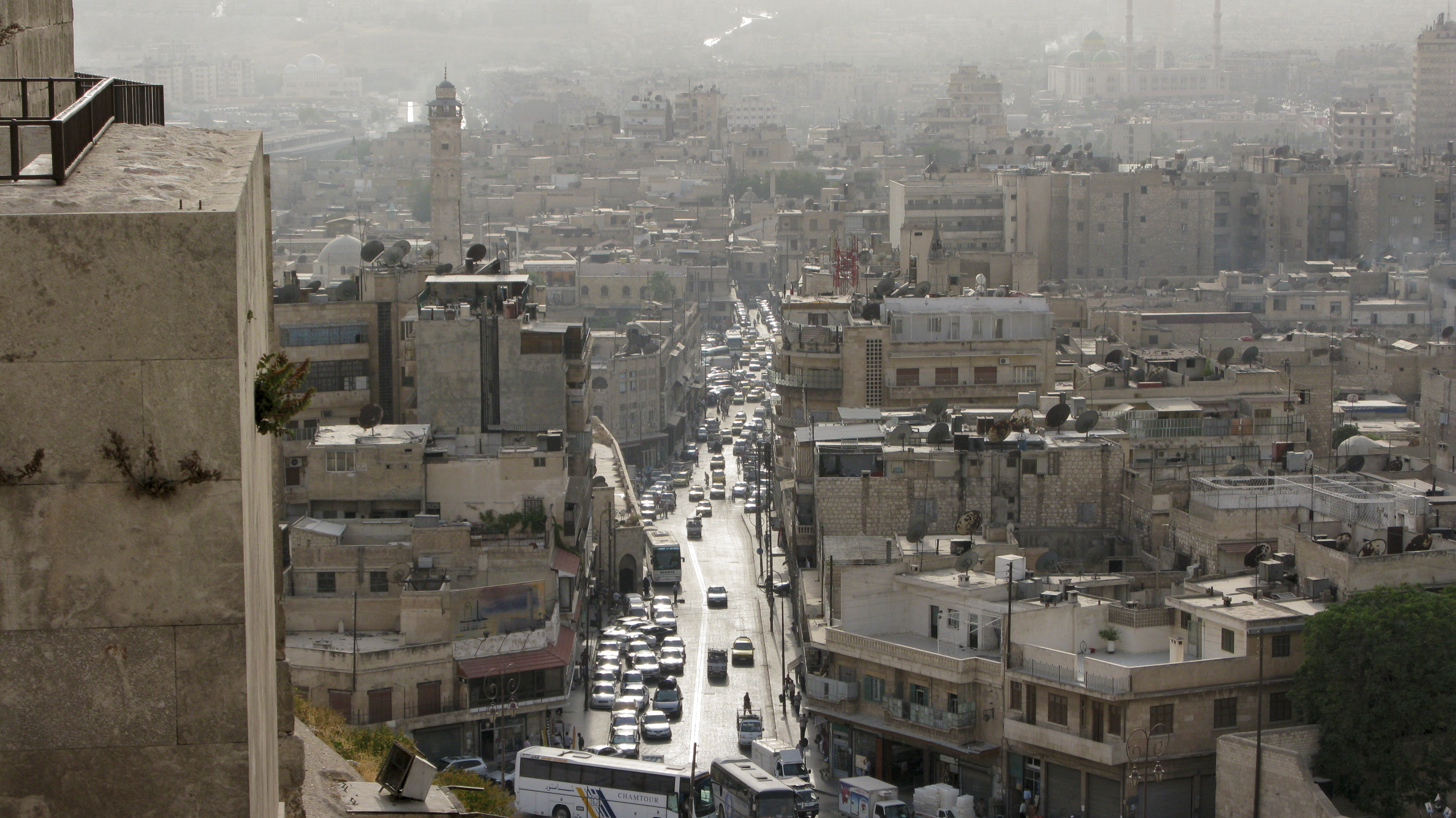
Центр города
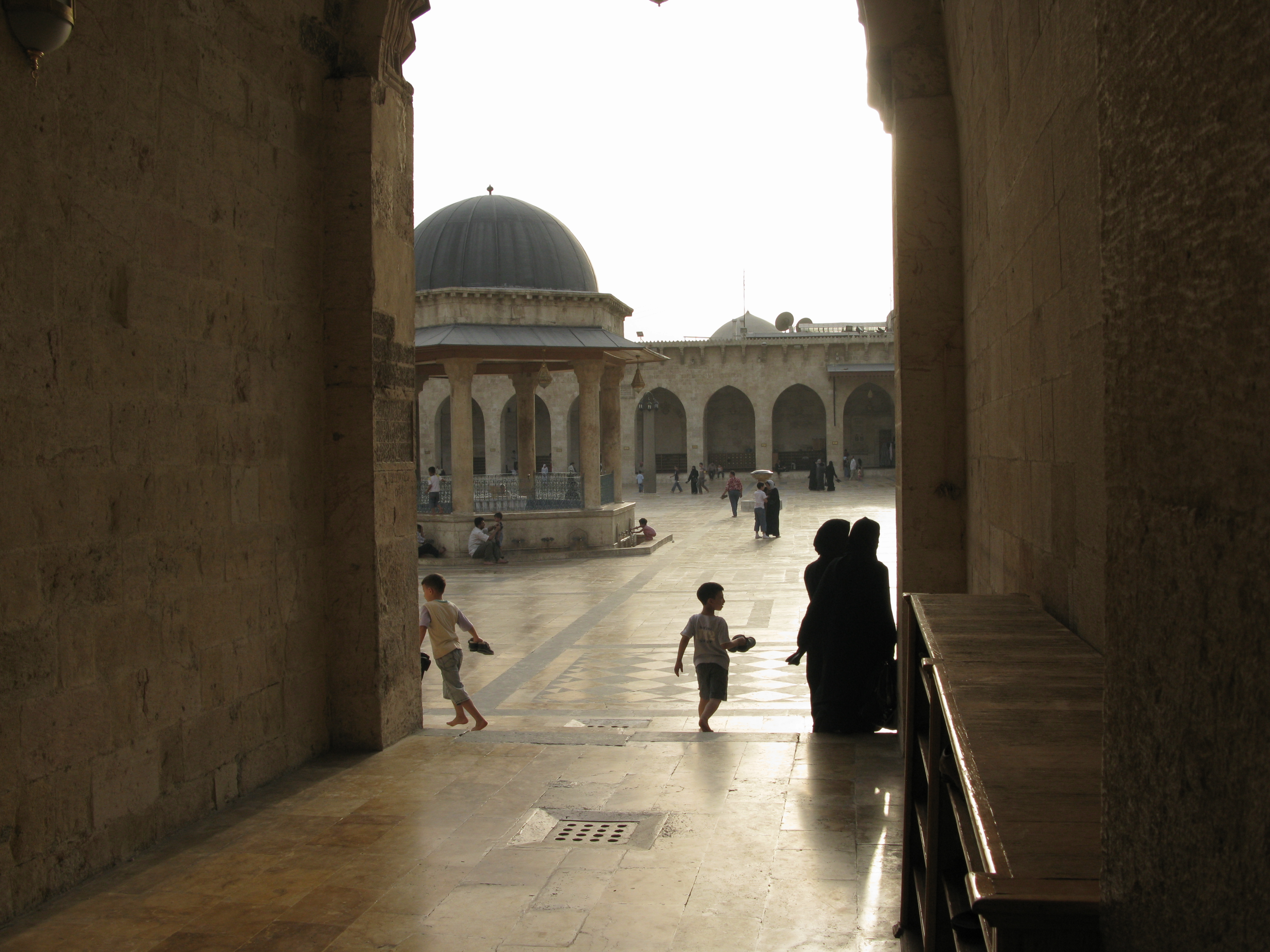
Великая мечеть Алеппо
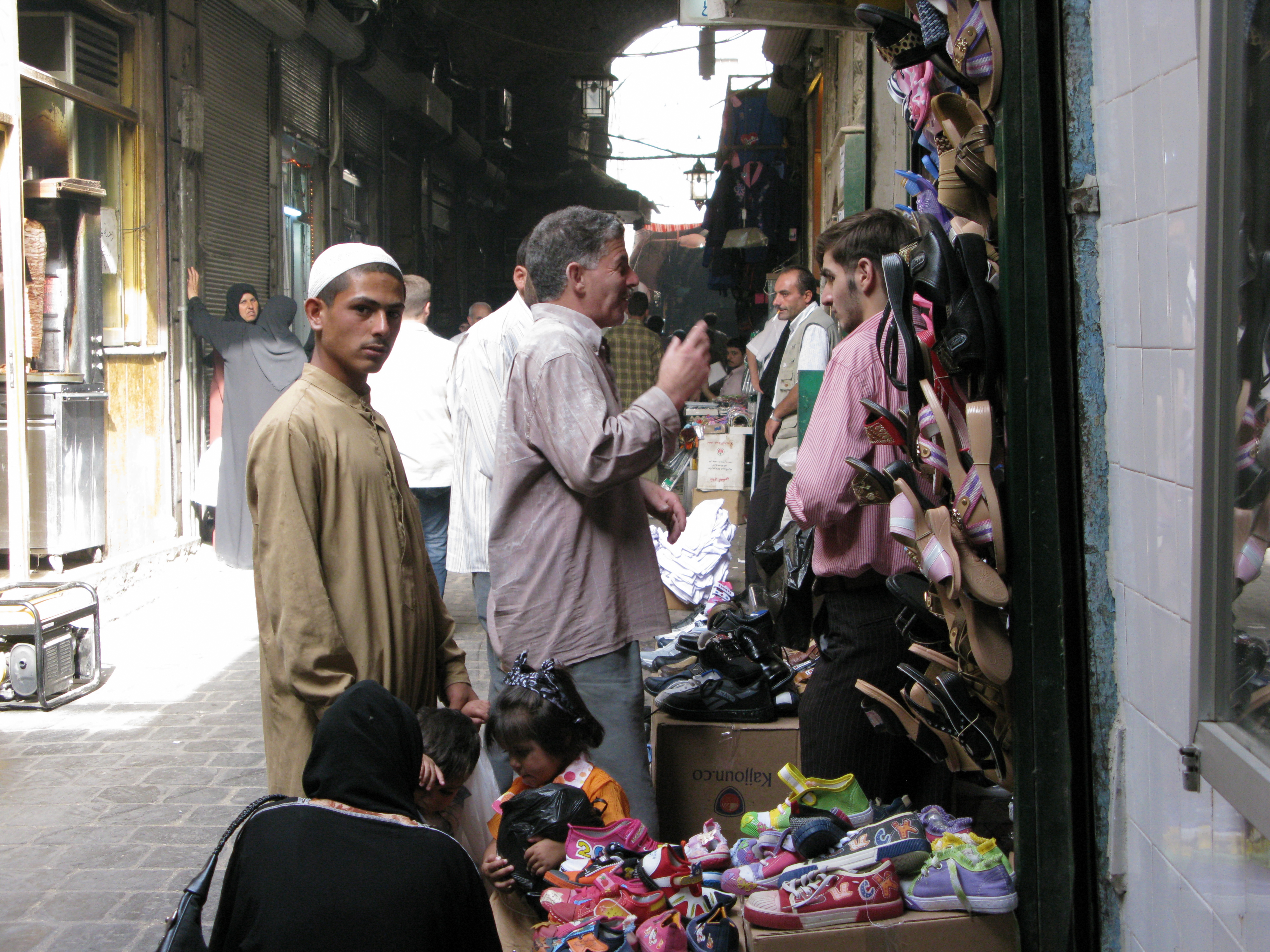
Крытый рынок
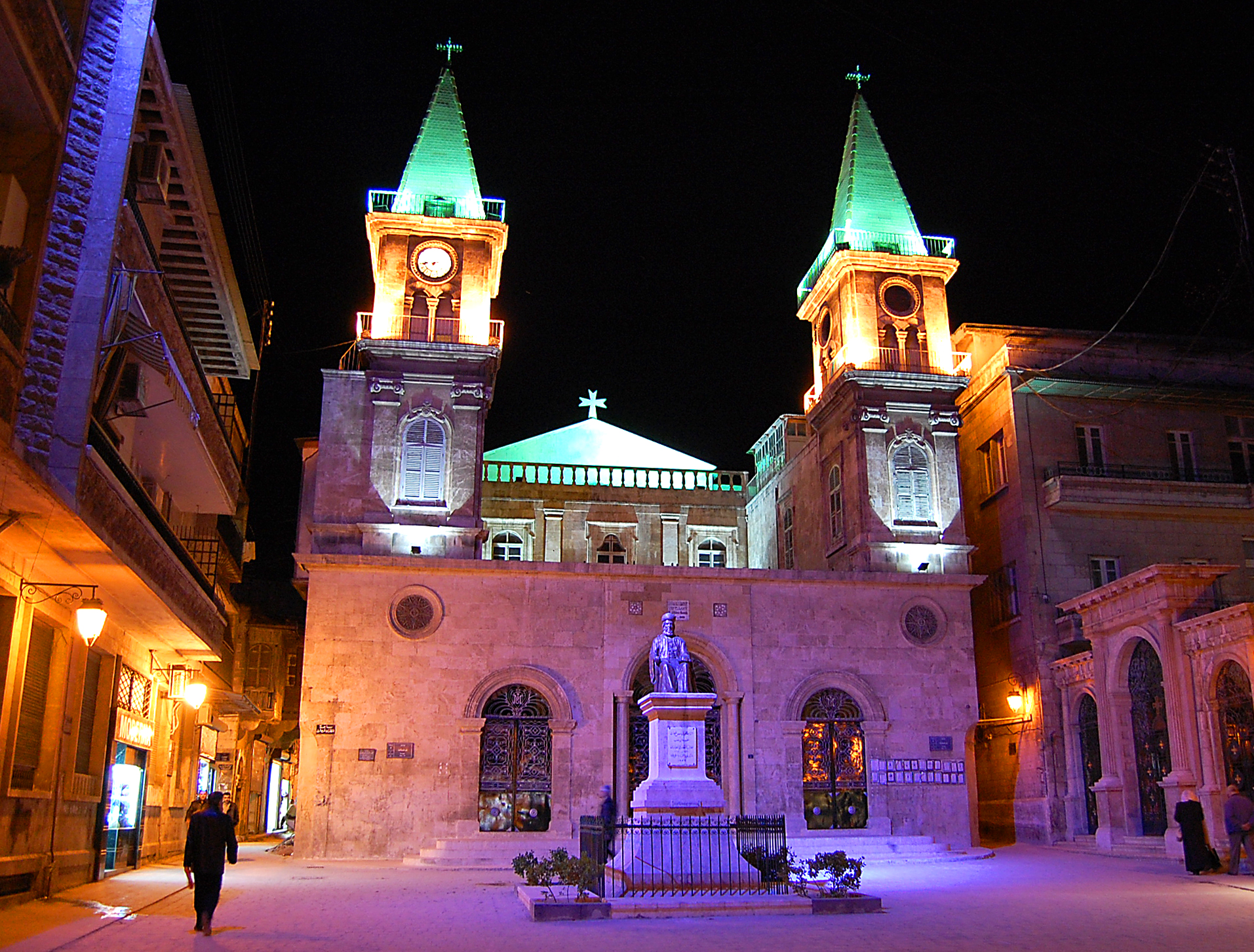
Маронитский собор Святого Илии-пророка
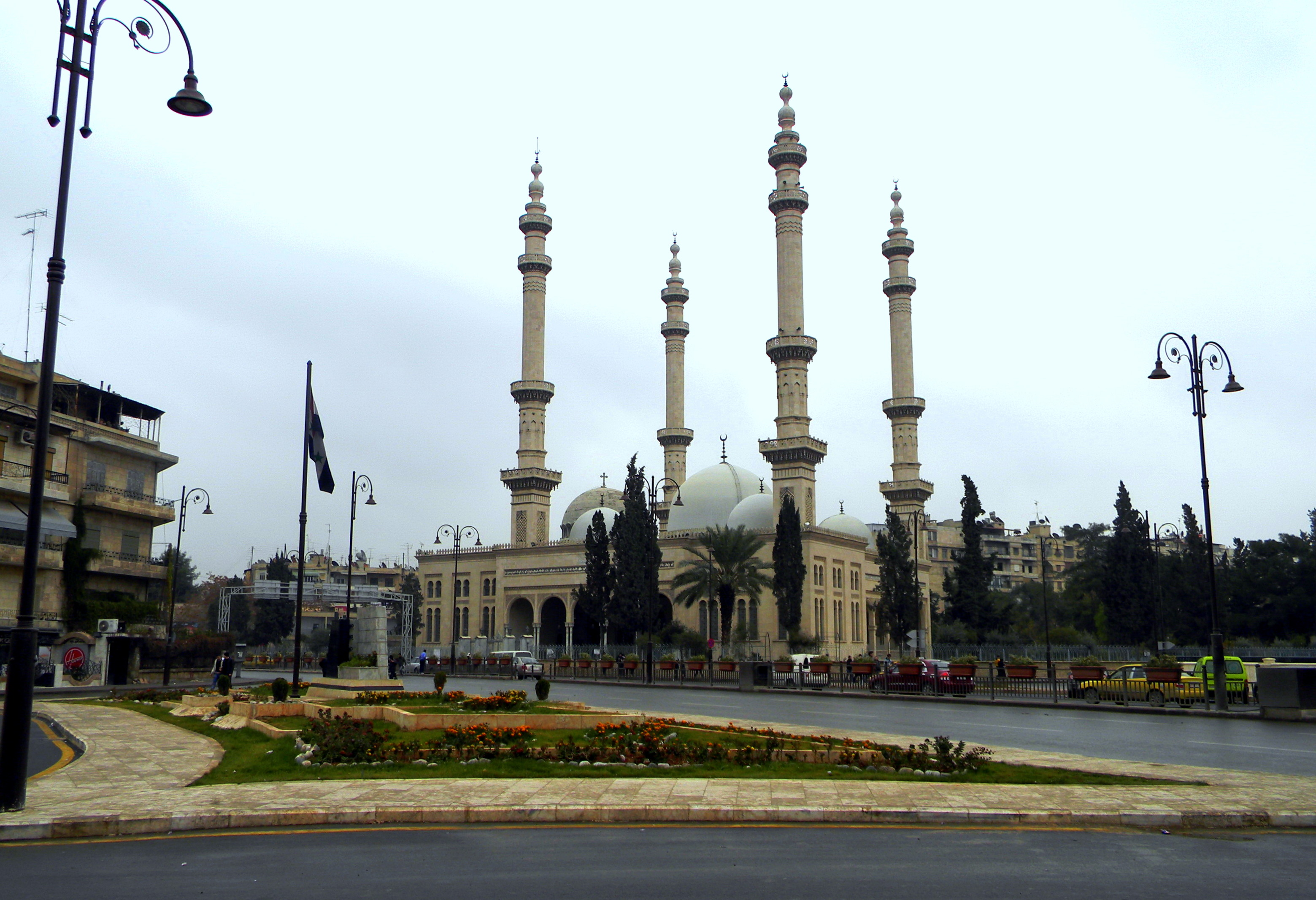
Мечеть Таухид и церковь Святого Георгия
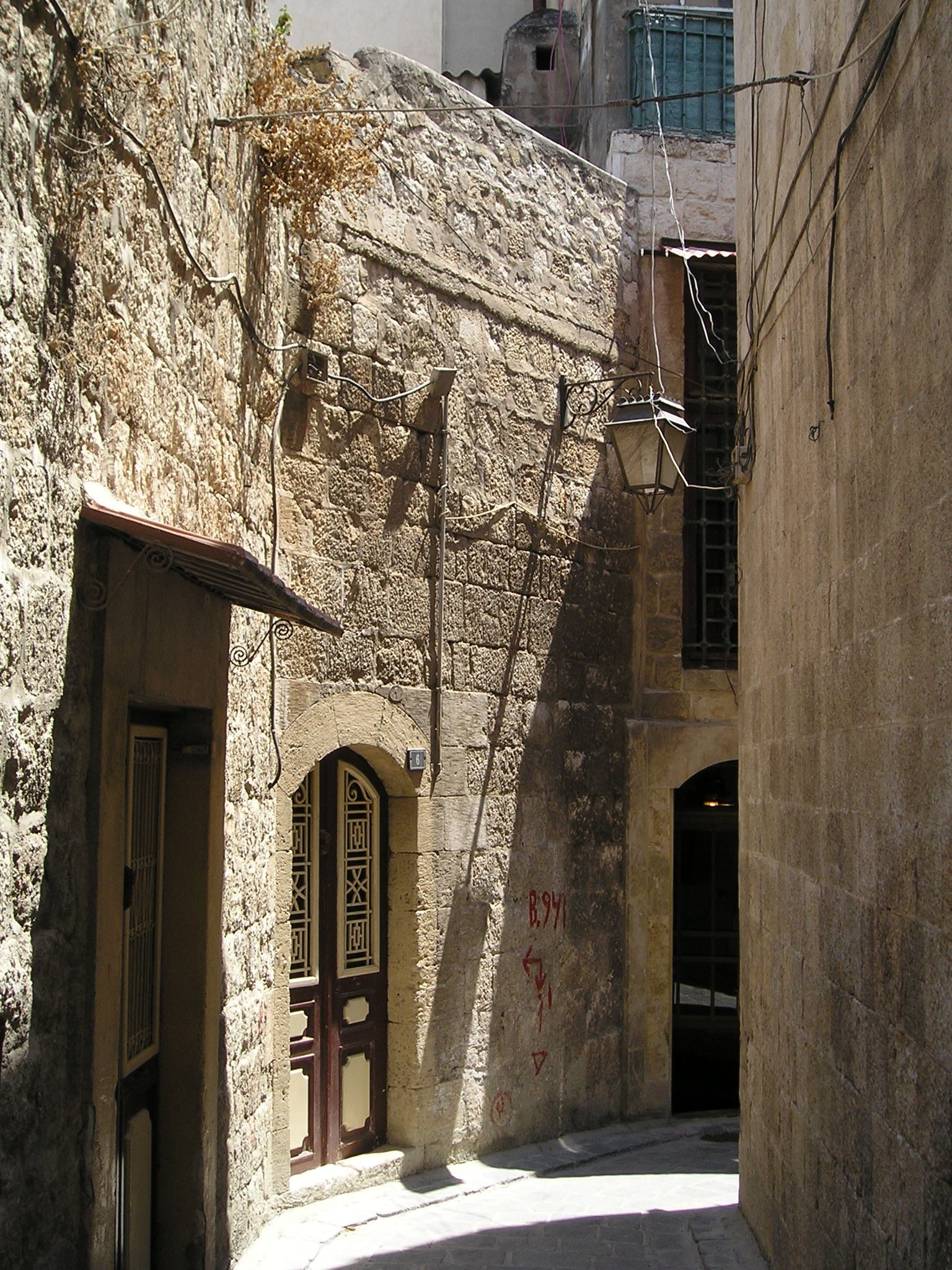
Улица в христианском квартале Алеппо
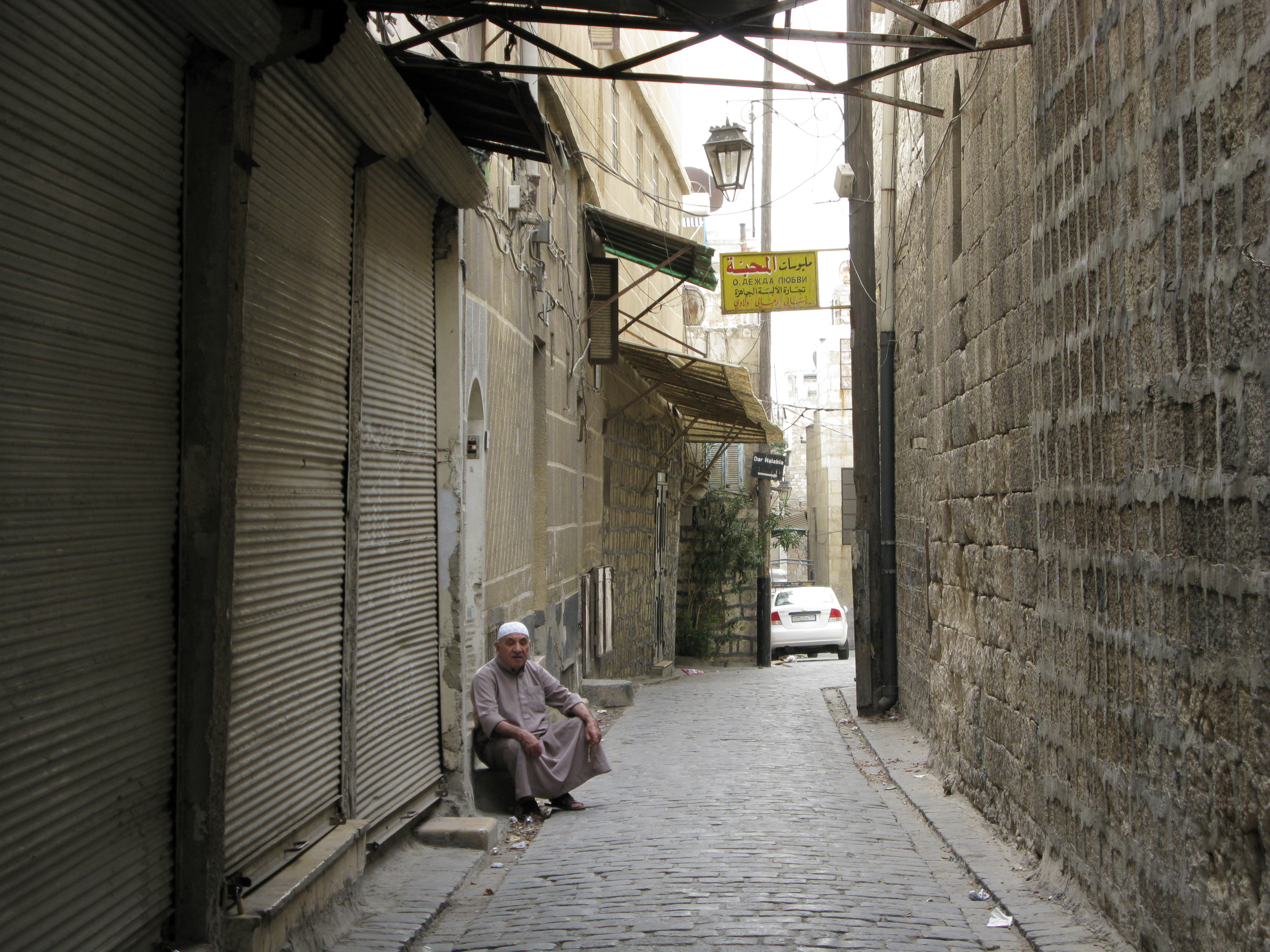
Улицы старого города
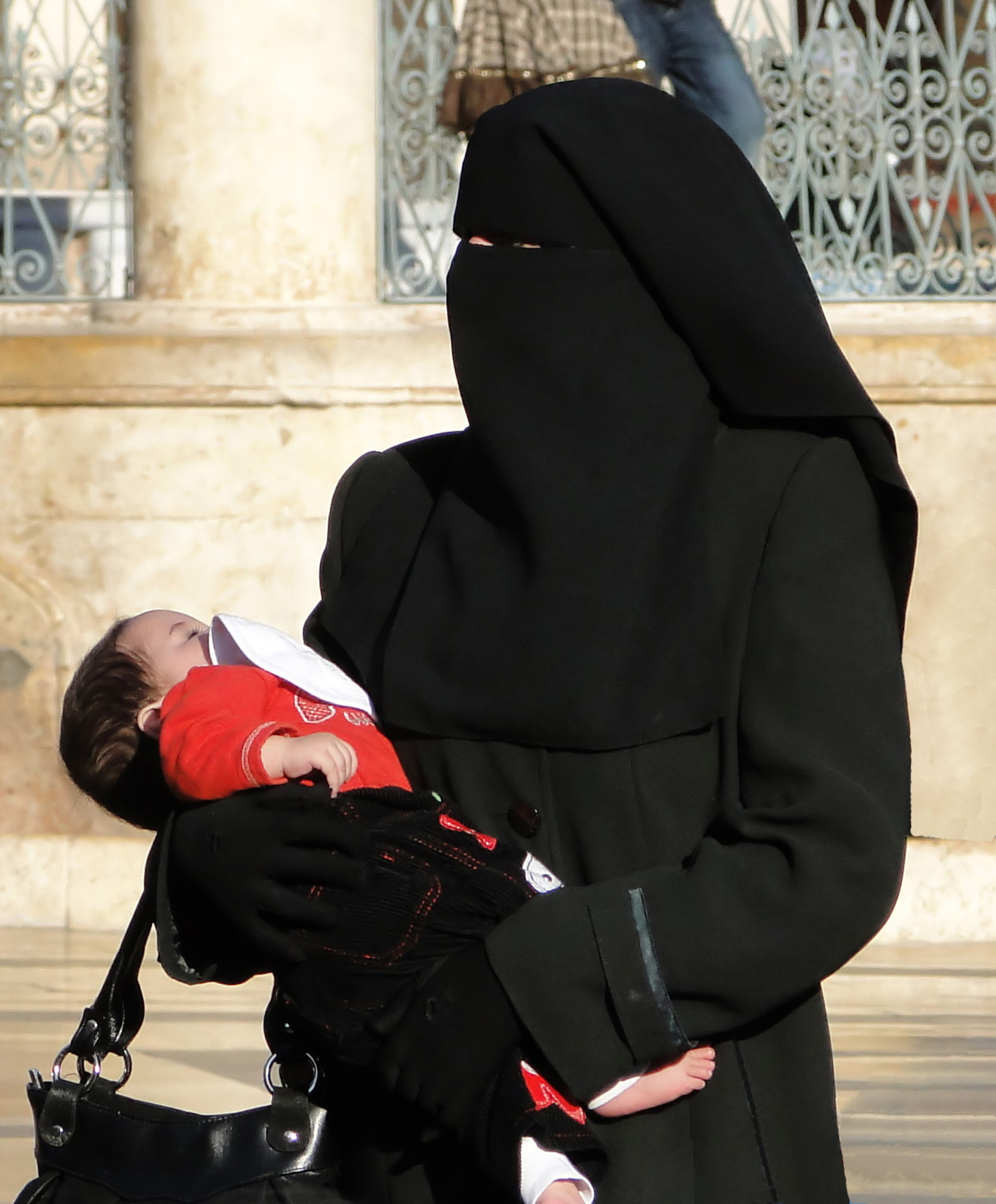
Женщина с ребёнком в Алеппо, 2010 год

## Архитектура

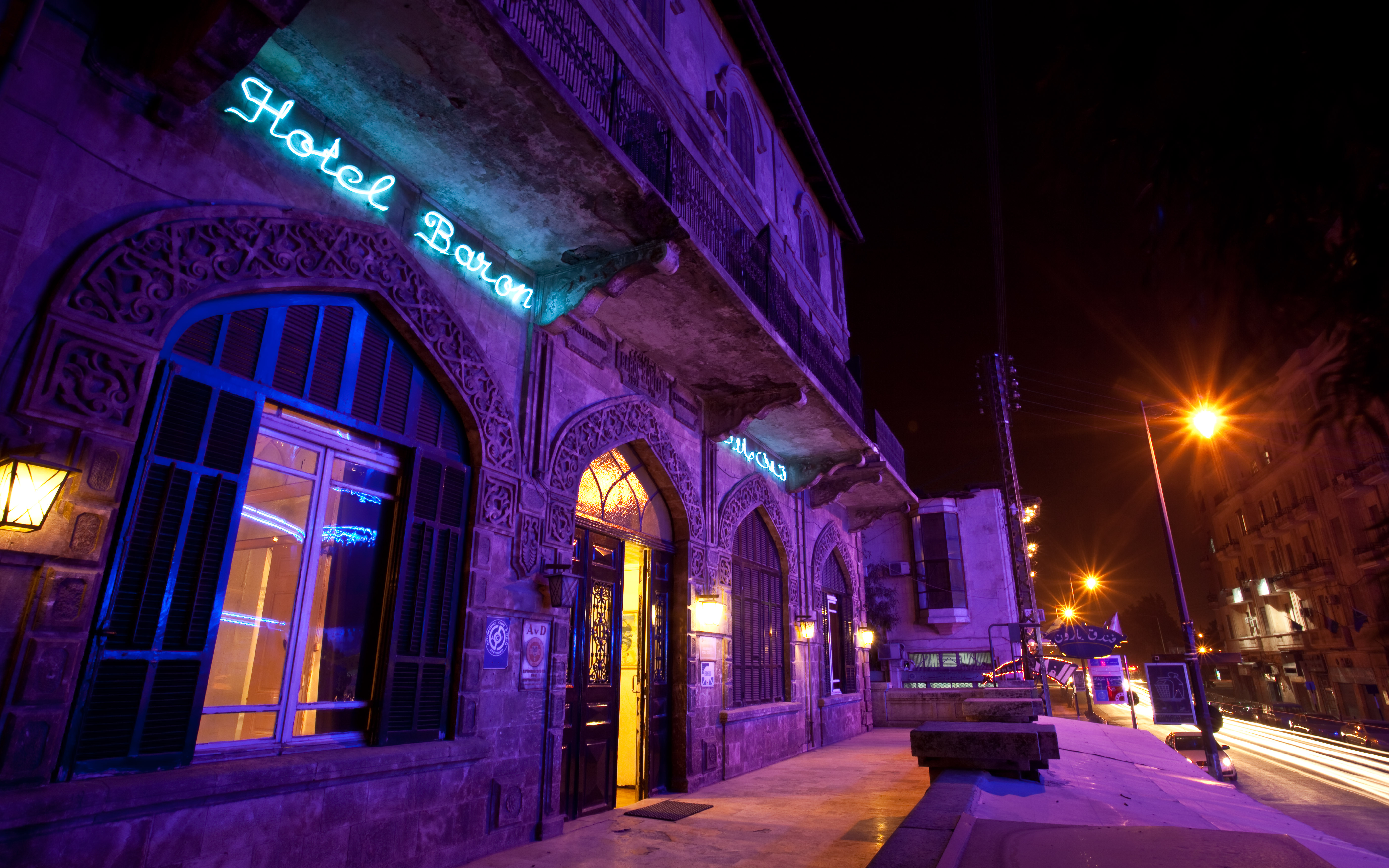
Старый известный Baron Hotel, 1911

В Алеппо смешаны несколько архитектурных стилей. Многочисленные захватчики, от византийцев и сельджуков до мамлюков и турок оставляли свои следы на архитектуре города на протяжении 2000 лет. Существуют различные сооружения XIII и XIV веков, такие как гостиницы, мусульманские школы и хаммамы, христианские и мусульманские построения в старой части города и квартале Ждейде. В этом квартале находится большое количество домов XVI и XVII веков, принадлежавших алеппской буржуазии. В Азизие располагаются дома XIX и начала XX веков в стиле барокко. В новом квартале Шахба смешаны различные архитектурные стили: неоклассика, нормандский, восточный и даже китайский стили.
Алеппо полностью вымощен камнем, в некоторых местах большими белыми глыбами.
В то время как старый город характеризуется большим количеством особняков, узкими улочками и крытыми рынками, в современной части города присутствуют широкие дороги и большие площади, такие как площадь Саадалла аль-Джабири, площадь Свободы, площадь Президента и площадь Сабаа Бахрат.

Вид города с цитадели

## Старый город

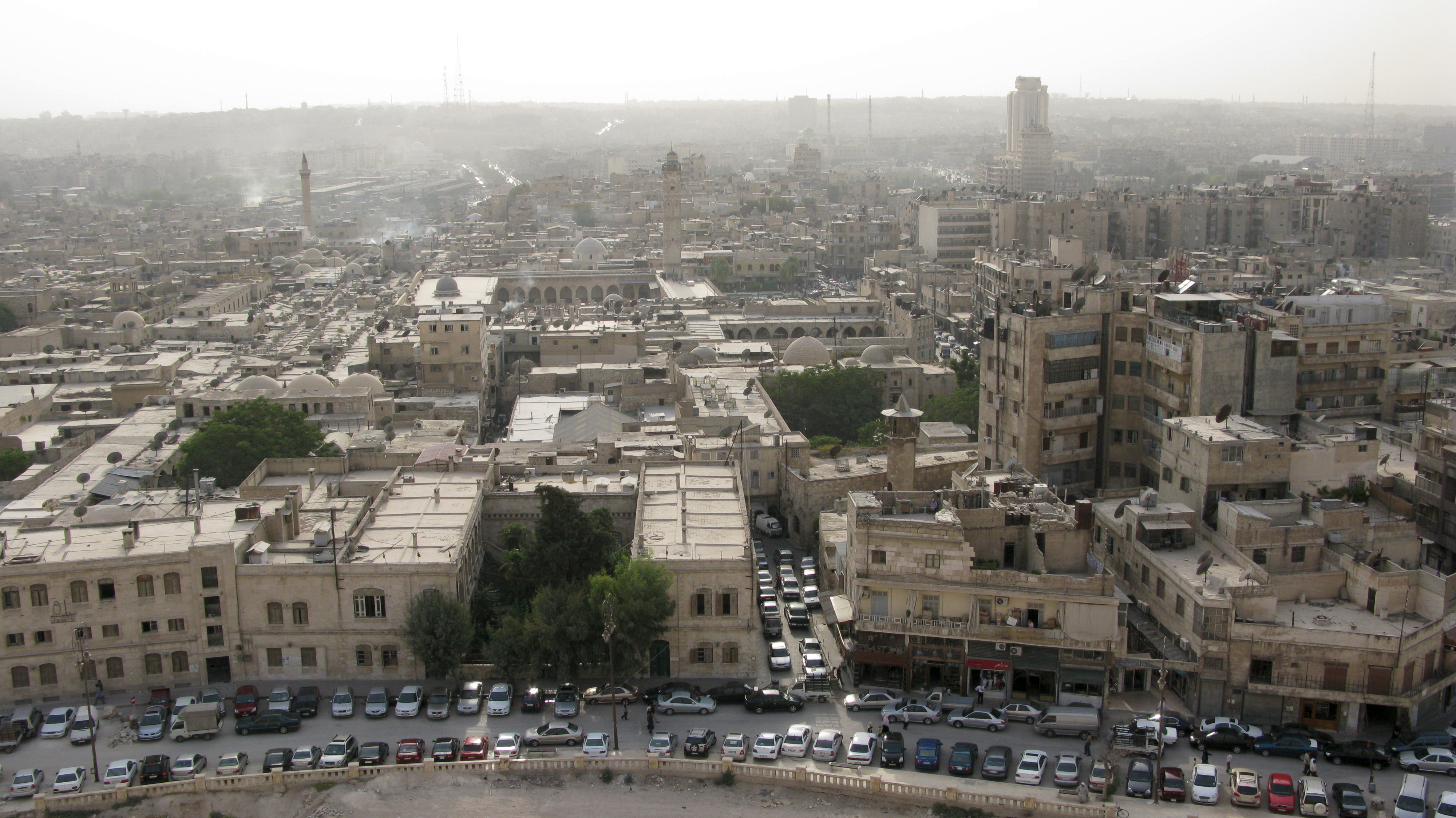
Панорама западной части старого города

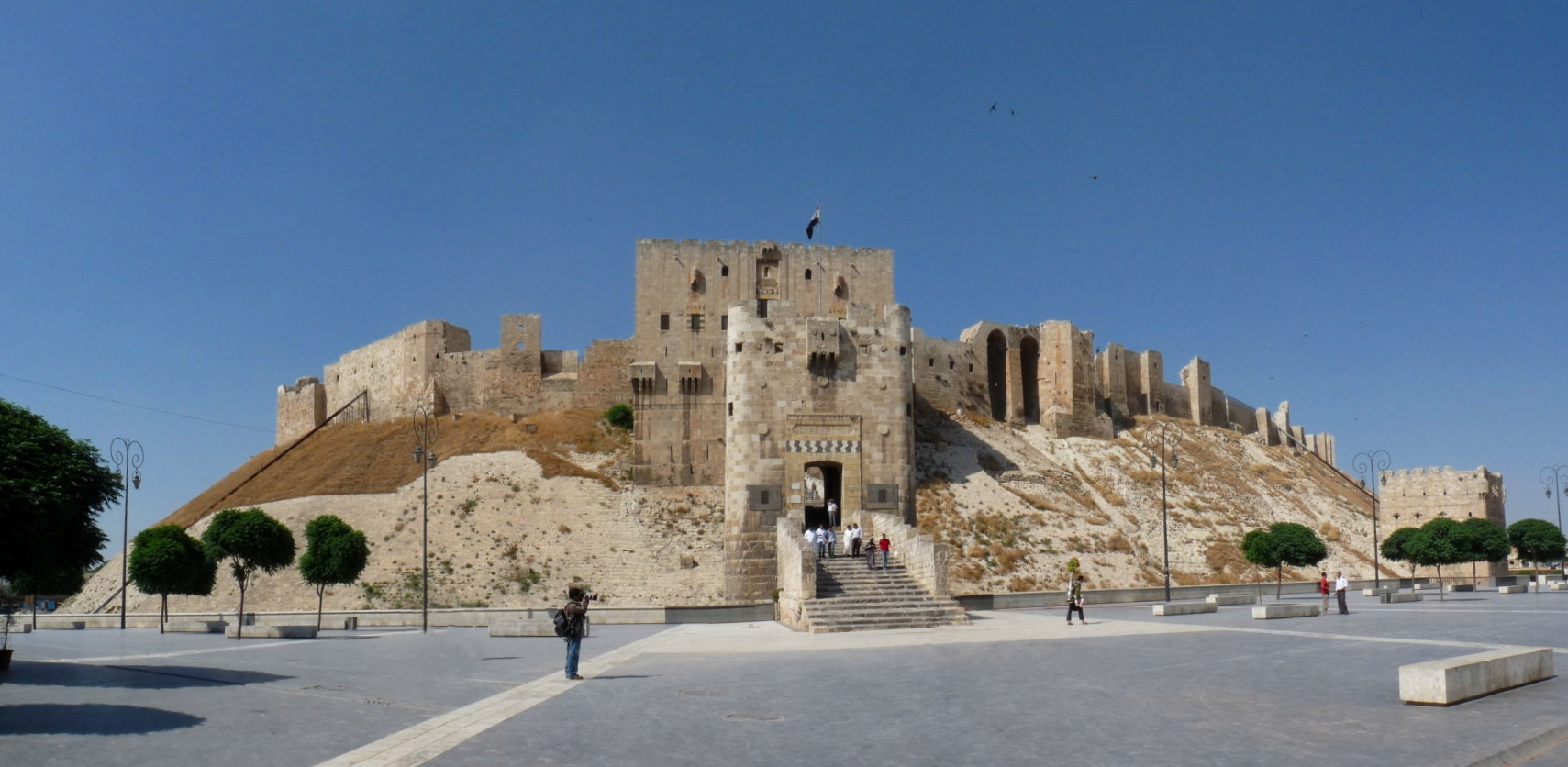
Цитадель Алеппо

Существует довольно чёткое разделение между старым и новым Алеппо. Старая часть заключена в стены, образующие окружность длиною в 5 км, с девятью воротами. Огромный средневековый замок, известный как Цитадель Алеппо, находится в центре древней части. Он был построен подобно акрополю.

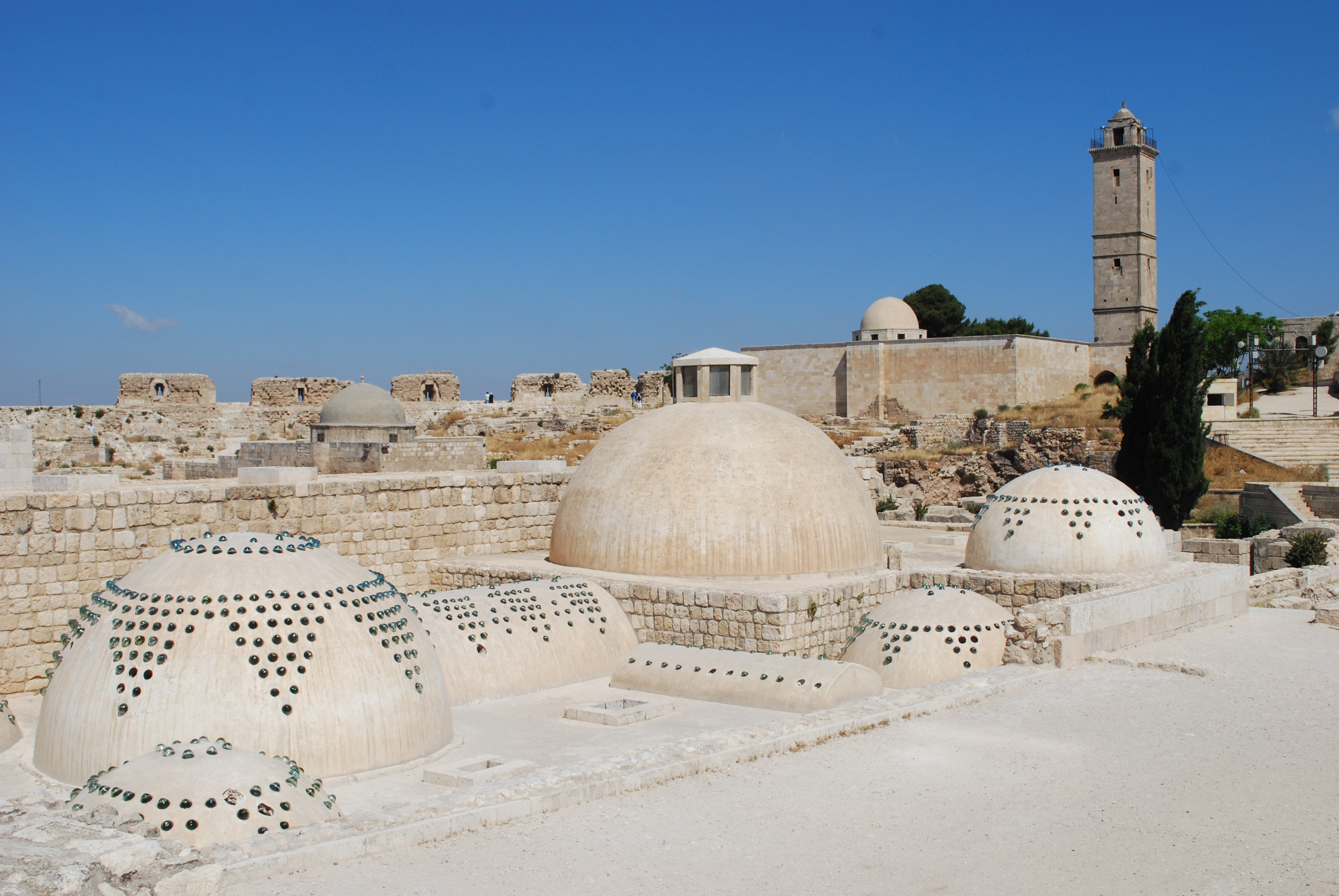
Цитадель Алеппо

Исторически сложилось, что Алеппо постоянно переходил из рук в руки, был под контролем разных государств, политическая ситуация была нестабильна. В связи с этим жители строили отдельные кварталы, делившиеся по религиозному принципу, которые были социально и экономически независимыми. Хорошим примером таких кварталов является известный христианский квартал Ждейде.
Старый город Алеппо можно разделить на две части: старая часть и Ждейде. Как уже было описано выше, старая часть была построена внутри стен, в то время как Ждейде — христианский квартал, построенный в начале XV века, после выхода монгольских войск из города. После того как в 1400 году Тамерлан вторгся в Халеб и полностью разрушил его, христиане были вынуждены уехать. Но в 1420 году они создали свой квартал на северо-западе города — квартал Ждейде. Жители этого района в основном занимались маклерством: были посредниками между иностранными торговцами и местными купцами.
Общая площадь древнего города составляет около 3,5 км². Здесь живут более чем 120 тысяч жителей.

### Рынки икараван-сараи

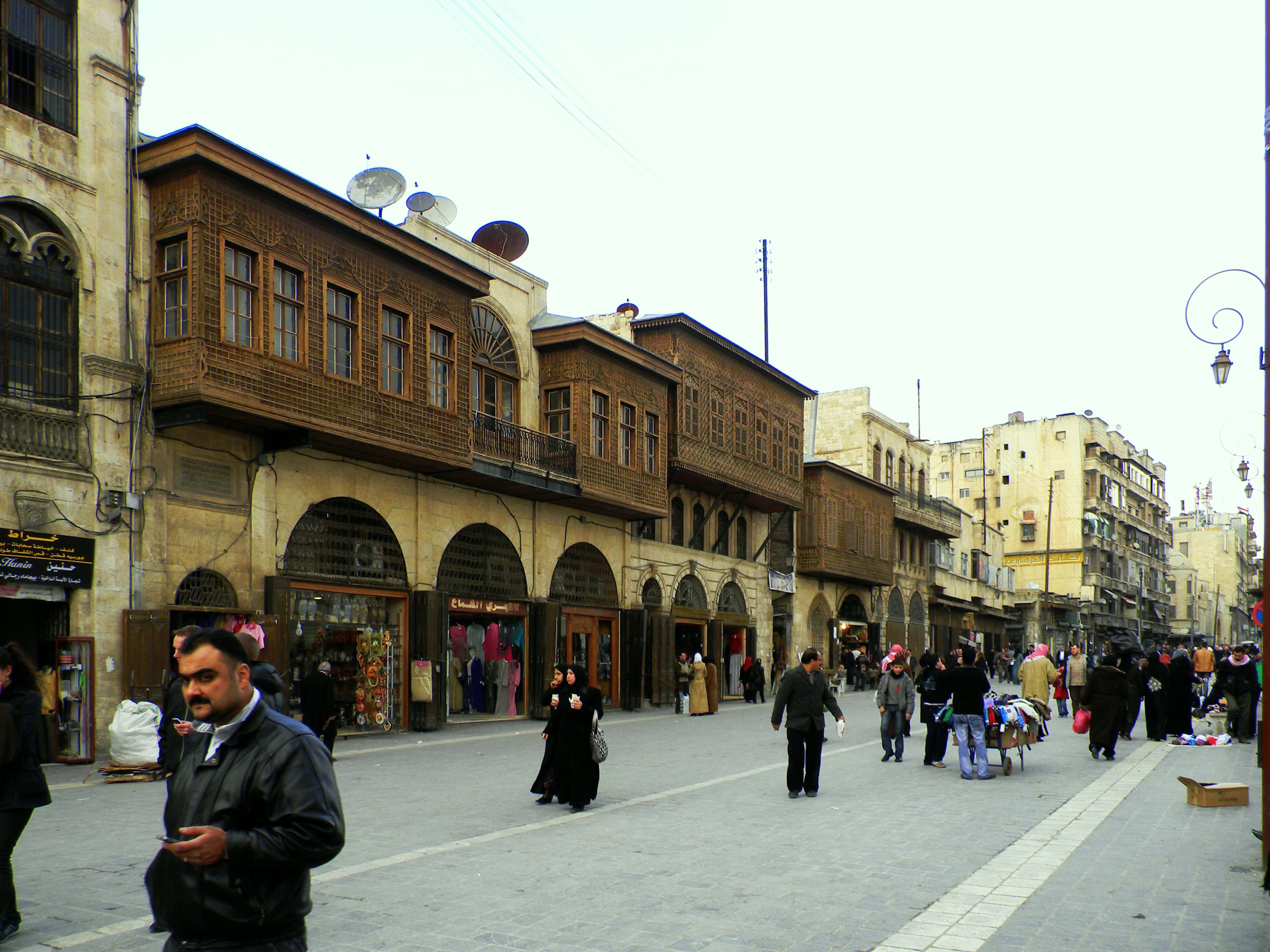
Рынок в древнем Алеппо

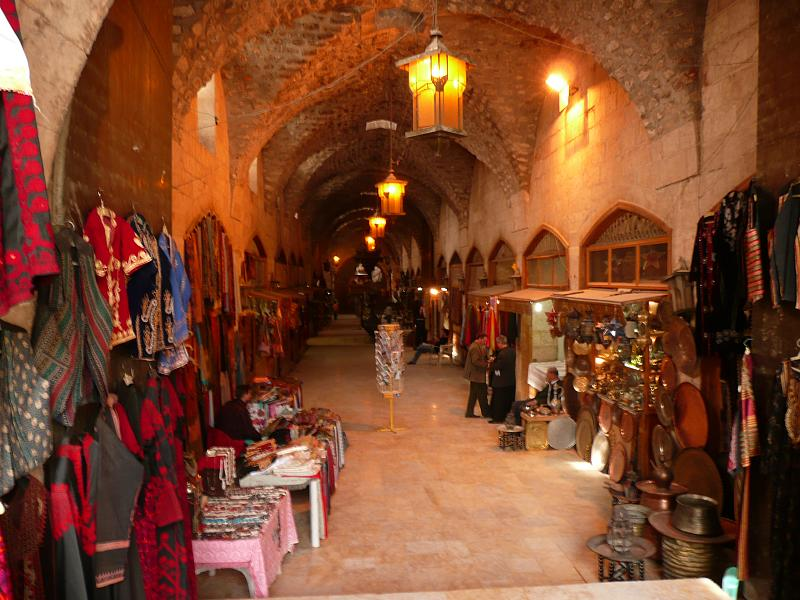
Хан Аш-Шунэ

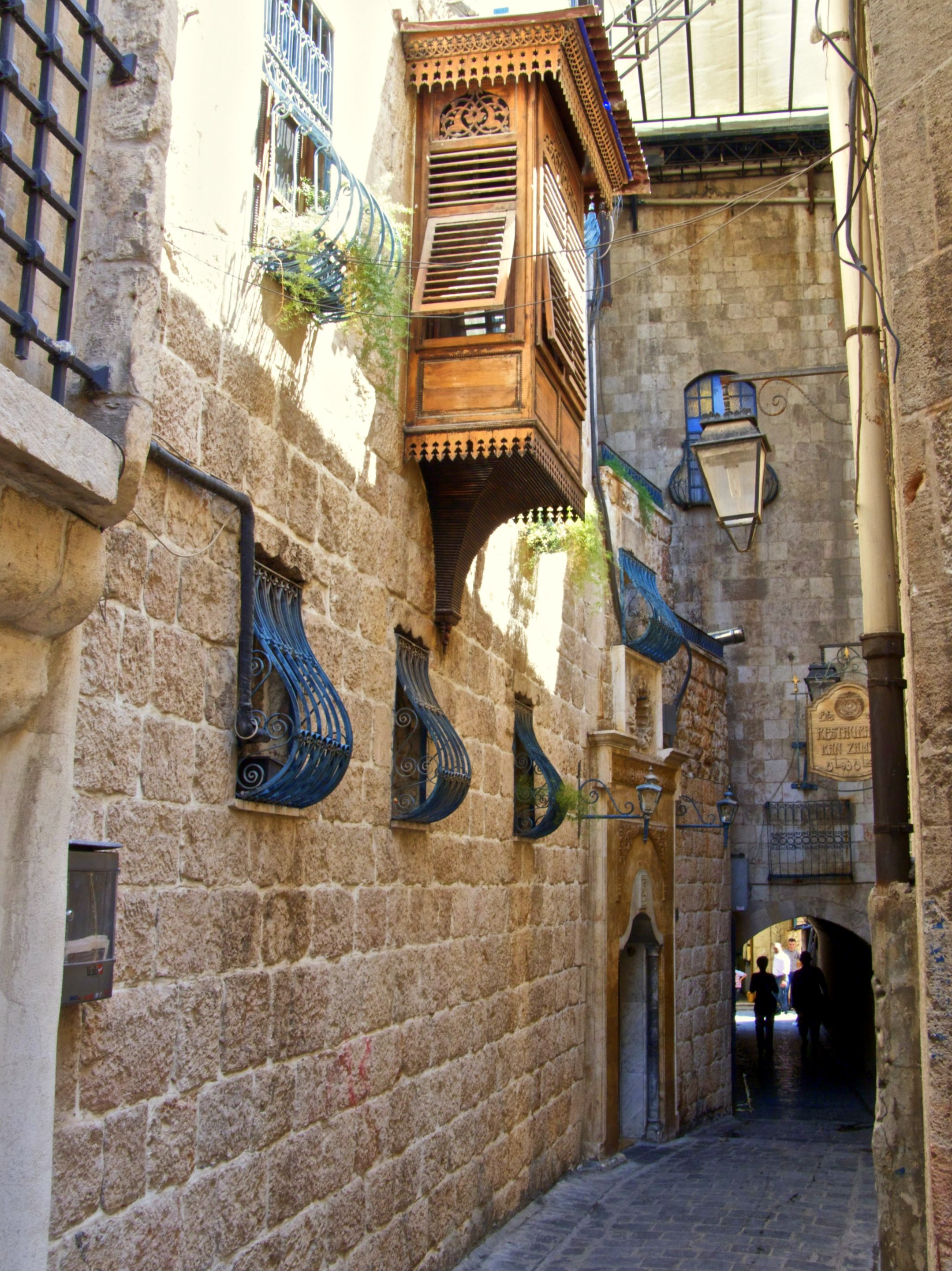
Бауабэт Аль-Ясмин рядом с медным магазином, Ждейде

Стратегическое положение этого торгового города привлекало людей всех рас и верований, желающих воспользоваться коммерческими дорогами, так как через Алеппо проходил Великий шёлковый путь. Крупнейший крытый рынок в мире находится именно в Алеппо, протяжённостью 13 километров. Аль-Мадина, как его здесь называют, — это торговый центр, куда привозят предметы роскоши, такие как шёлк-сырец из Ирана, пряности и красители из Индии, и кофе из Дамаска. В аль-Мадине также можно найти и продукты местного изготовления: шерсть, сельскохозяйственная продукция и известное алеппское мыло. Большинство рынков было построено в XIV веке, они названы в честь различных профессий и ремёсел: шерстяной рынок, медный рынок и так далее. Помимо товаров, на рынке размещаются и ханы, или караван-сараи (араб. كاروانسرا‎). Для караван-сараев характерны красивые фасады и входы с деревянными дверями.
Самые известные рынки и караван-сараи (ханы) древнего города:
- Хан Ак-Кади, построенный в 1450 году, один из старейших караван-сараев Алеппо.
- Хан Аль-Бургуль, построенный в 1472 году.
- Сук Ас-Сабун, или мыльный хан, построенный в начале XVI века, находится рядом с магазинами мыла.
- Сук Хан Ан-Наххасин, или медный рынок. Построен в 1539 году. Известен своими традиционной и современной обувью, содержит 84 магазина.
- Хан Аш-Шунэ сооружён в 1546 году. В нём продаются предметы ремёсел традиционного алеппского искусства.
- Сук Хан Аль-Харир, или шёлковый хан. Построен во второй половине XVI века, имеет 43 магазина и специализируется в основном на торговле текстилем.
- Сук Хан Аль-Гумрок, или таможенный хан, текстильный торговый центр с 55 магазинами. Построенный в 1574 году, Хан Аль-Гумрок считается крупнейшим ханом в древнем Алеппо.
- Сук Хан Аль-Уазир, построенный в 1682 году, считается основным рынком хлопковой продукции в Алеппо.
- Сук Аль-Аттарин, или травяной рынок. Традиционно была основным рынком специй в Алеппо. В настоящее время он функционирует как центр продажи текстиля с 82 магазинами.
- Сук Аз-Зирб, или Сук Аз-Зарб. Здесь чеканились монеты в период мамлюков. В настоящее время этот рынок имеет 71 магазин, большинство из которых имеет дело с текстилем и базовыми потребностями бедуинов.
- Сук Аль-Бехрамия имеет 52 продуктовых магазина, расположен рядом с мечетью Бехрамия.
- Сук Аль-Хаддадин — это рынок старых традиционных кузнецов, состоит из 37 магазинов.
- Сук Аль-Атик, или старый рынок, специализирующаяся на продаже кожи, включает в себя 48 магазинов.
- Сук Аль-Сиййяг, или ювелирный рынок, состоящий из 99 магазинов, который является главным центром торговли ювелирными изделиями в Алеппо и во всей стране.
- Хан Венецианцев был домом консула Венеции и венецианских купцов.
- Сук Ан-Нисуан, или женский рынок,— место, где можно найти всё необходимое для невесты: аксессуары, одежду и так далее.
- Ас-Сувейка, или Суэйкат Али (suweiqa означает «маленький рынок» на арабском языке),— большой рынок, который содержит магазины, в основном специализирующиеся на оборудовании дома и кухни.

Многие традиционные ханы также функционируют в качестве рынков в христианском квартале Ждейде:
- Сук Аль-Хокедун или «Хан аль-Кудс». Хокедун означает «духовный дом» на армянском языке, так как он был построен в качестве гостиницы для армянских паломников на пути в Иерусалим[83]. Старая часть Хокедуна датируется концом XV и началом XVI веков, в то время как новая часть была построена в XVII веке. В настоящее время он превратился в большой рынок с многочисленными магазинами, специализирующимися на торговле одеждой.
- Ас-Салибэ, центр старых христианских соборов.
- Сук Ас-Суф или рынок шерсти, окружённый старыми церквями.
- Бауабэт Аль-Касаб, магазин деревянных изделий.

## Достопримечательности

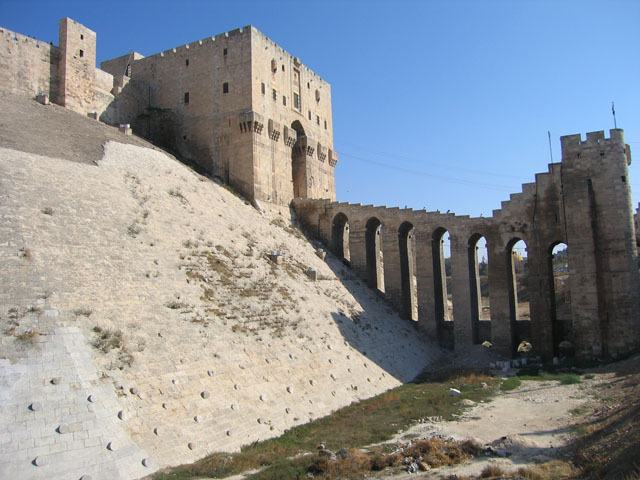
Цитадель Алеппо

Самым древним памятником в городе является водопровод протяжённостью 11 км, сооружённый ещё римлянами. Громадная стена в 10 м высоты и 6,5 м толщины, с семью воротами, отделяет город от предместий. Крытый гостиный двор (базар) выходит на несколько улиц, весь состоит из сводов и освещается сверху через окна, проделанные отчасти в особых куполах. В Алеппо имеется 7 крупных церквей вместе с 3 монастырями и мечеть Эль-Иалаве в староримском стиле, выстроенная первоначально под церковь императрицей Еленой. Главные предметы вывоза и вместе с тем главные продукты страны — шерсть, хлопок, шёлк, воск, фисташки, мыло, табак, пшеница, которые вывозятся преимущественно во Францию и в турецкие гавани. Промышленность ограничивается шёлковыми изделиями. Жители Алеппо в основном считают себя шарифами, то есть потомками Мухаммеда.
Ещё одна гордость жителей — Цитадель, основание которой возвышается над городом на 50 метров. Долгое время весь город лежал в пределах цитадели и лишь в XVI веке, после перехода Алеппо под власть Оттоманской империи, город стал постепенно разрастаться и за пределами крепостных стен.
В Алеппо находится гробница поэта Насими.

### Исторические здания

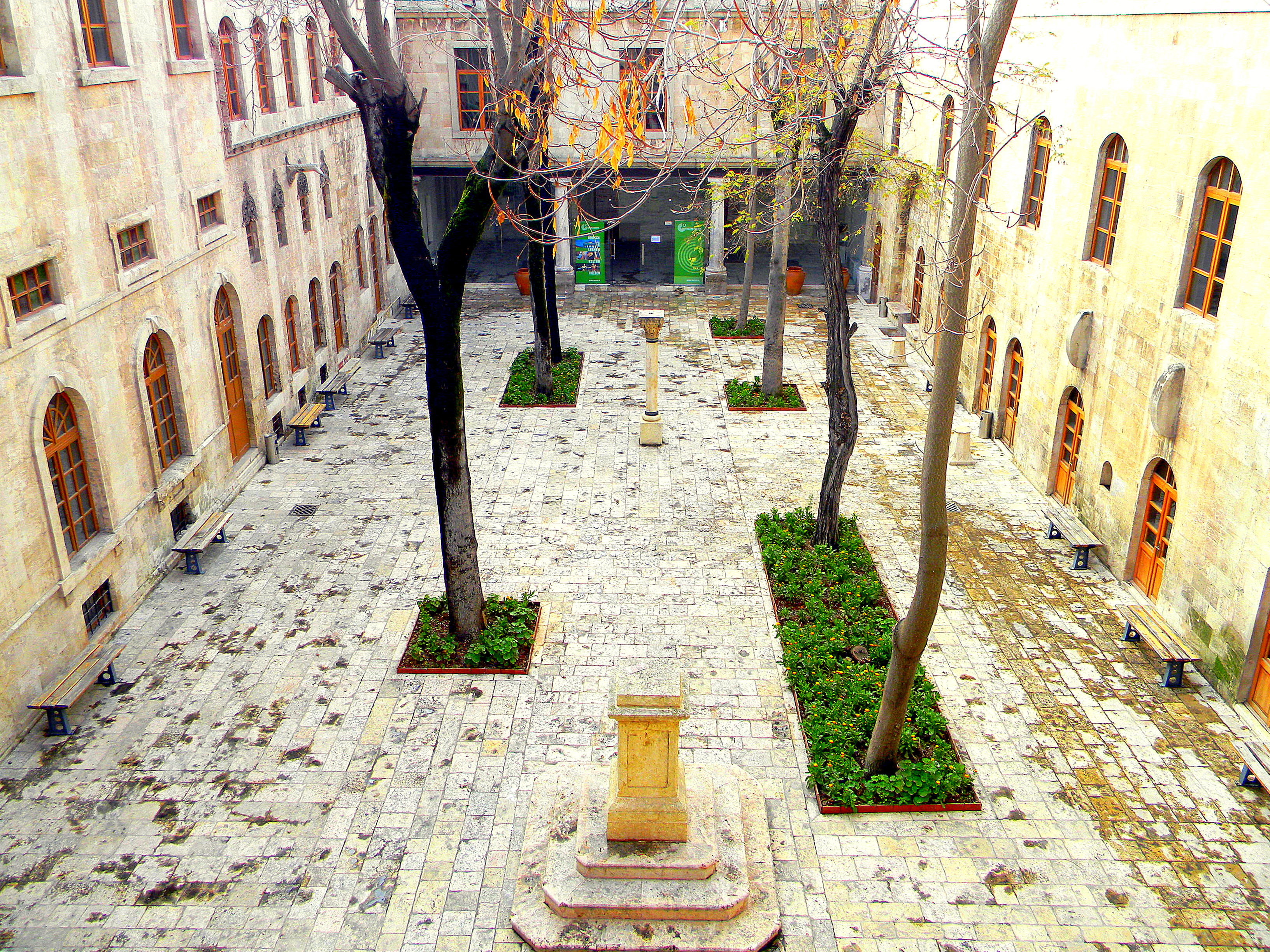
Школа-церковь Аш-Шибани

- Цитадель Алеппо, большая крепость на вершине холма возвышается на 50 м над городом. Датируется I тысячелетием н. э., некоторые детали были достроены в XIII веке. Была повреждена в результате землетрясений, в частности, в 1822 году.
- Медресе Халауие, построенная в 1124 на прежнем месте собора Св. Елены. Тогда Святая Елена, мать Константина Великого, построила там большой византийский собор. Когда крестоносцы-захватчики грабили город, главный судья города преобразовал собор Св. Елены в мечеть, и, наконец, в середине XII века Нур ад-Дин основал здесь медресе, то есть религиозную школу.
- Аль-Матбах Аль-Аджами, дворец начала XII века, расположенный недалеко от цитадели, был построен эмиром Мадж ад-Дин бен Ад-Дайя. Был отремонтирован в XV веке. В 1967—1975 годах здесь размещался Музей Народных Традиций.
- Культурный центр Аш-Шибани XII века. Древняя церковь и школа Францисканки Миссионерки Марии, находящиеся в старом городе, в настоящее время функционируют в качестве культурного центра.
- Медресе Мокаддамия, одна из старейших богословских школ в городе, была построена в 1168 году.
- Медресе Захирие. Построена в 1217 году к югу от Баб Эль-Макам, по Аз-Зир Гази.
- Медресе Султание, начатая губернатором Алеппо Аз-Захир Гази и законченная в 1223—1225 его сыном Маликом Аль-Азизом Мухаммедом.
- Медресе Аль-Фирдаус — мечеть, называемая «самой красивой мечетью Алеппо». Была построена вдовой губернатора Алеппо Аз-Захир Гази в 1234—1237 годах. Примечательным является внутренний двор, в котором находится бассейн в середине, окружённый арками с античными колоннами.
- Национальная библиотека Алеппо. Строилась в 1930-х годах и открылась в 1945 году[84].
- Grand Seray d’Alep — это бывшая резиденция губернатора города; строилась в 1920-х и была открыта в 1933 году.
- Ханка Аль-Фарафира, суфийский монастырь, построенный в 1237 году.
- Бимаристан Аргун аль-Камили, убежище, которое работало с 1354 года до начала XX века.
- Дар Раджаб Паша — большой особняк, построенный в XVI веке недалеко от улицы Аль-Хандак. Недавно[когда?]

 дом был отреставрирован и превращён в большой культурный центр с театральным залом внутри.
- Бейт Джонблат — старый дворец, построенный в конце XVI века курдским правителем Алеппо Хусейн Паша Ян Полад.
- Медресе Аль-Утмания, исламская школа, расположенная в северной части Баб Ан-Наср. Она была создана османским пашой Аль-Дураки в 1730 году и первоначально называлась медресе Ридаийя.
- Бейт Марраш. Старый алеппский особняк, находящийся в квартале Аль-Фарафира. Был построен в конце XVIII века семьёй Марраш.
- Часовня Баб Аль-Фарадж. Построена в 1898—1899 годах австрийским архитектором Картье[85].

Самые известные исторические здания христианского квартала Ждейде:
- Бейт Аджикбаш (Beit Achiqbash commons:Category:Ajikbash House Архивная копия от 28 июня 2011 на Wayback Machine), старый алеппский дом, построенный в 1757 году. С 1975 года здесь находится Музей народных традиций, показывающий предметы алеппского искусства.

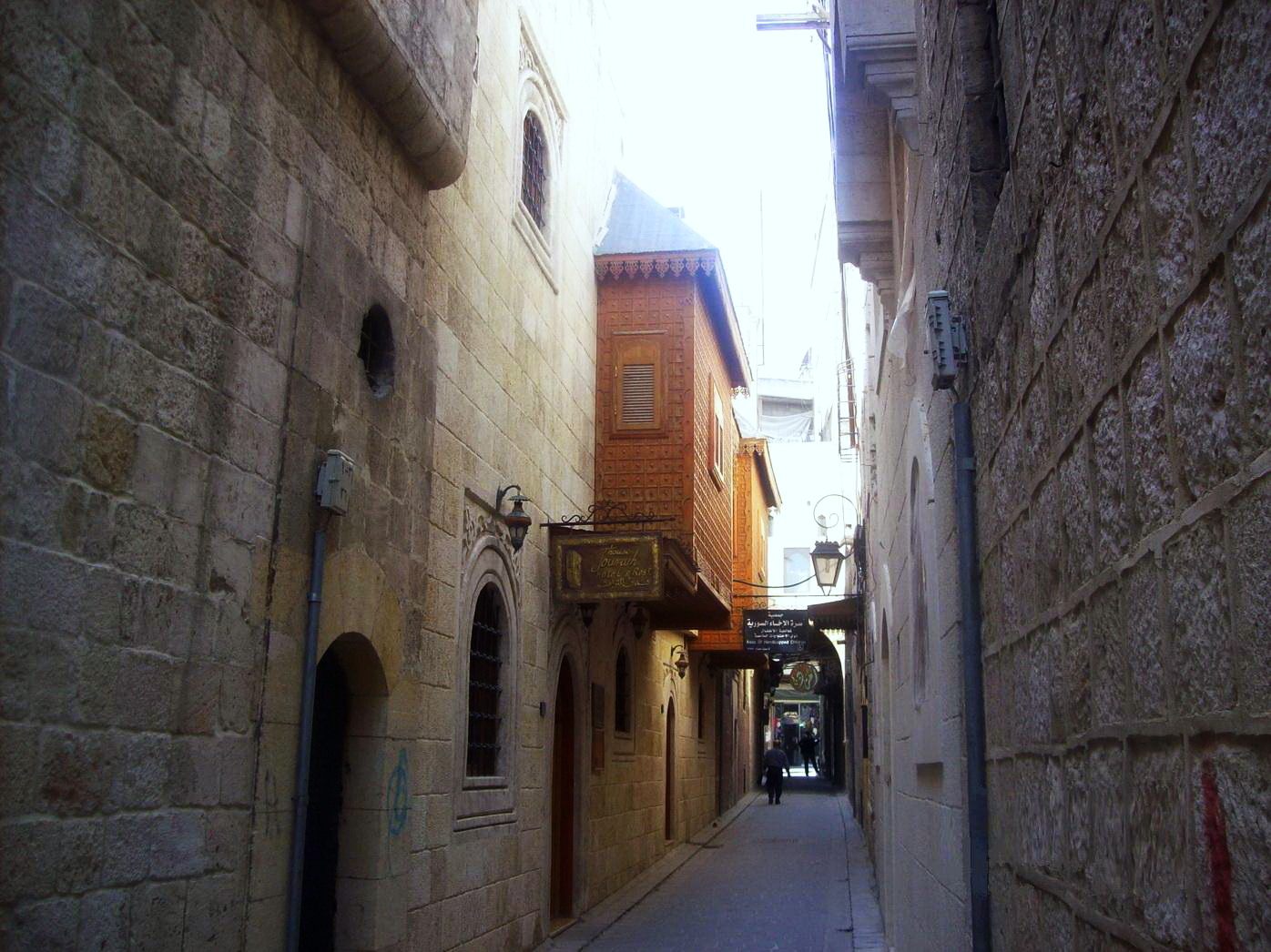
Дар Базиль в Ждейде, XVIII век

- Бейт Газале. Особняк XVII века, декорированный армянским скульптором Хачадуром Бали в 1691 году. Здесь в XX веке находилась армянская школа.
- Бейт Даллал, то есть «дом Даллал», был построен в 1826 году на месте старого монастыря, в настоящее время функционирует в качестве отель.
- Бейт Уакиль, алеппский особняк, построенный в 1603 году, привлекает своими уникальными деревянными украшениями. Одна из этих декораций была доставлена в Берлин и выставлена в Пергамском музее, известная как Aleppo Room.
- Дар Базиль. Дом начала XVIII века, превращён в бизнес-школу в 2001 году.
- Дар Замария, построенный в конце XVII века и принадлежащий семье Замария с начала XVIII века. В настоящее время это — бутик-отель.

### Музеи
- Музей Алеппо
- Музей народных традиций «Алеппский дом» в Бейт Ачикбаш, Ждейде
- Музей цитадели Алеппо
- Музей медицины и науки в Бимаристан Аргун аль-Камили
- Музей памяти Алеппо в Бейт-Газала, Ждейде
- Музей Армянской Апостольской церкви в старой армянской церкви Пресвятой Богородицы, Ждейде

### Врата

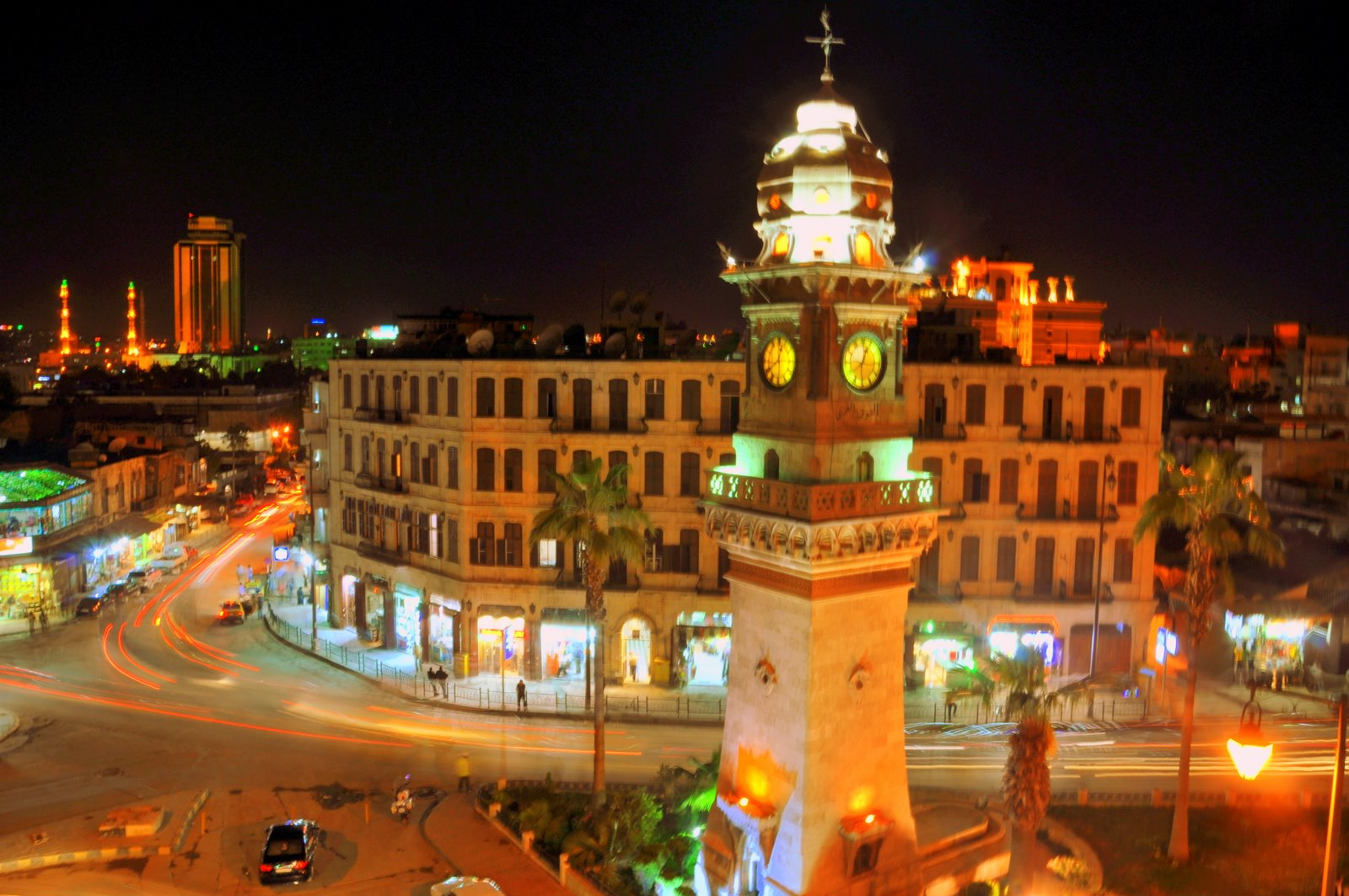
Башня Баб Эль-Фарадж

- Баб аль-Хадид (باب الحديد) (Железные врата).
- Баб аль-Макам (باب المقام) (Врата Гробницы).
- Баб-Антакейя (باب انطاكية) (Врата Антиохии).
- Баб эн-Наср (باب النصر) (Врата победы).
- Баб Эль-Фарадж (en:Bab al-Faraj) (باب الفرج) (Врата освобождения).
- Баб-Киннасрин (باب قنسرين) (Врата Киннасрин).
- Баб Жнен (Bab Jnen) (باب الجنان) (Врата садов).
- Баб аль-Ахмар (باب الأحمر) (Красные врата).

### Культовые сооружения

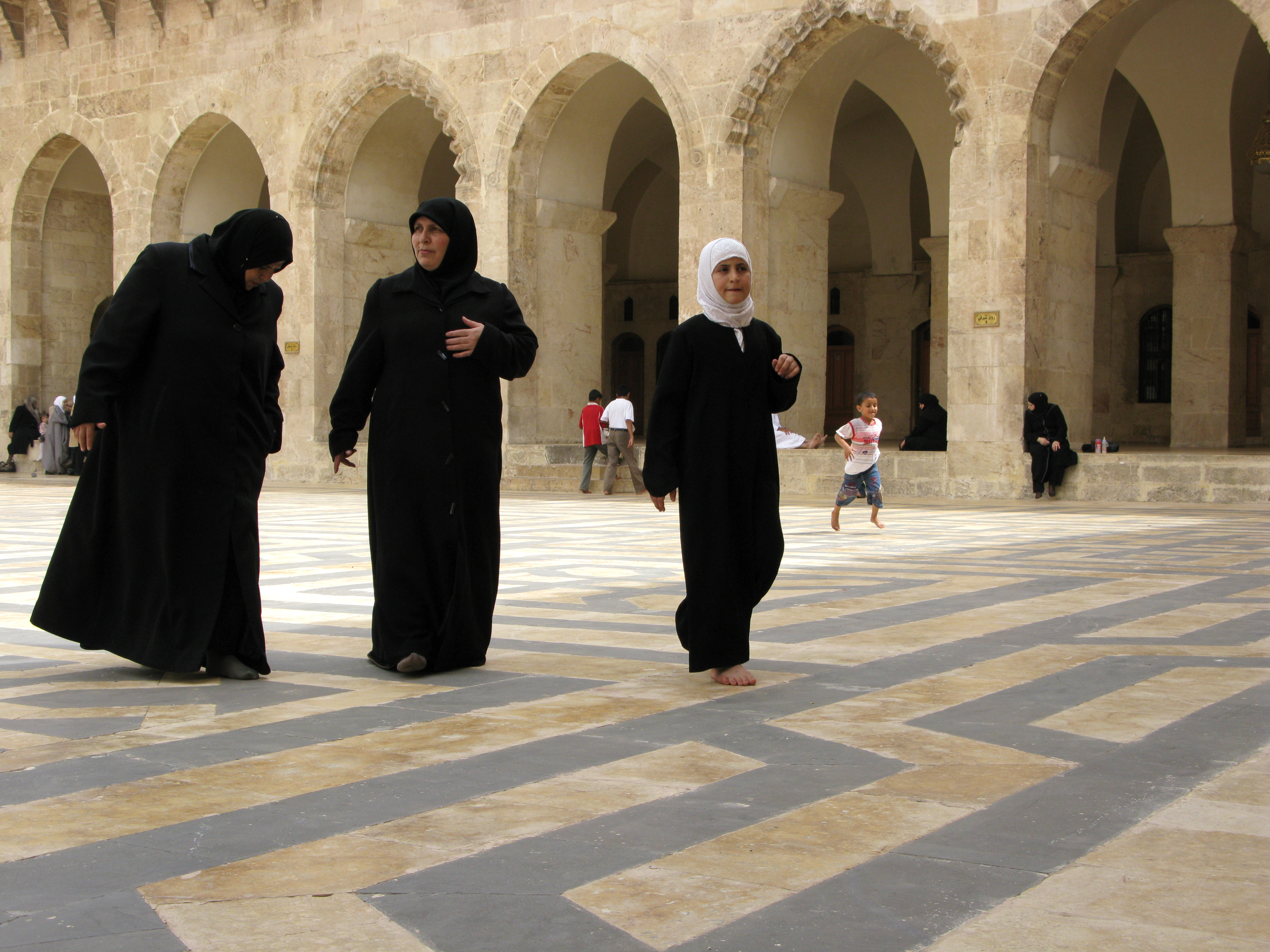
Двор большой мечети Алеппо (Джами эль-Кабир)

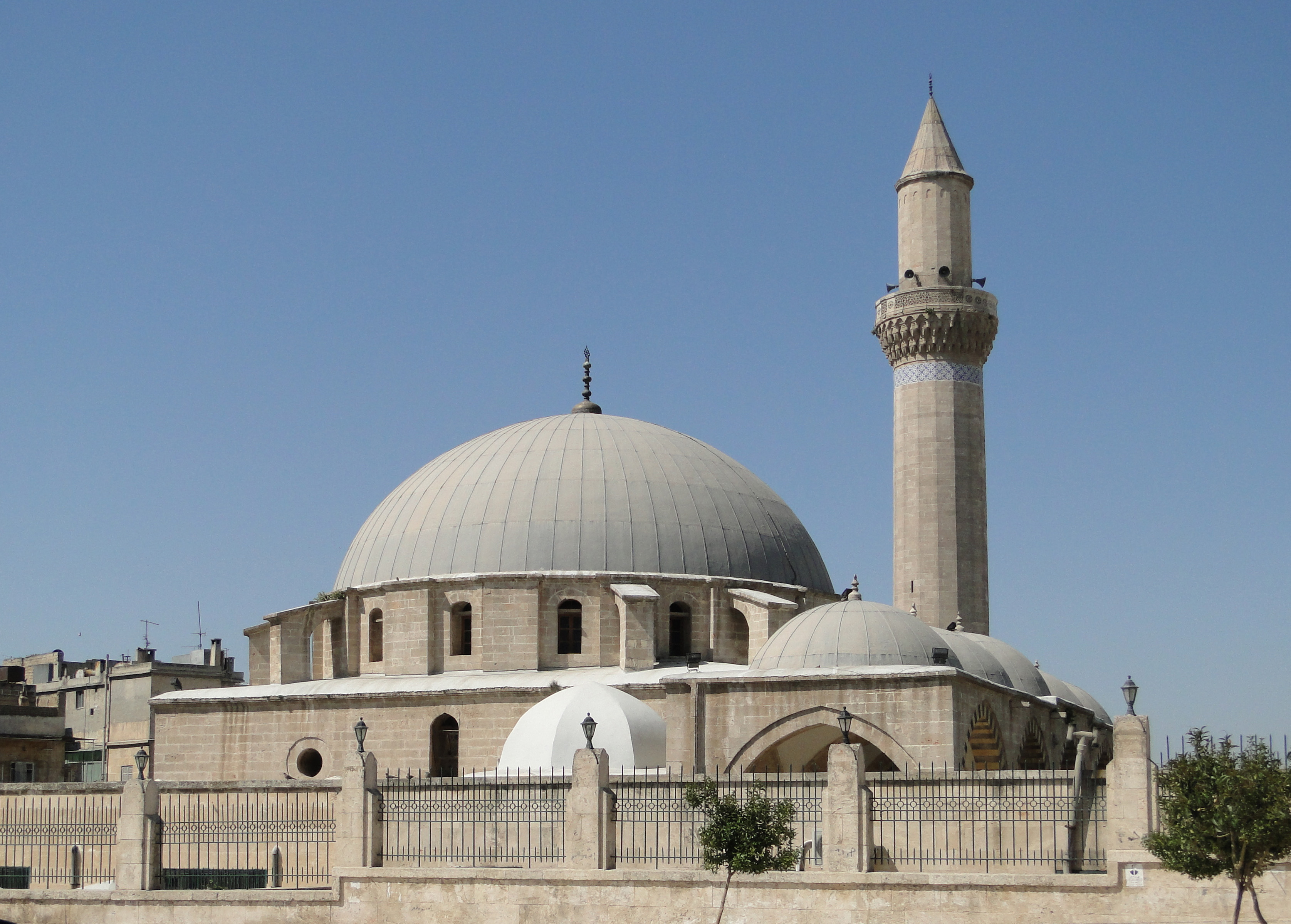
Мечеть Хусрууия

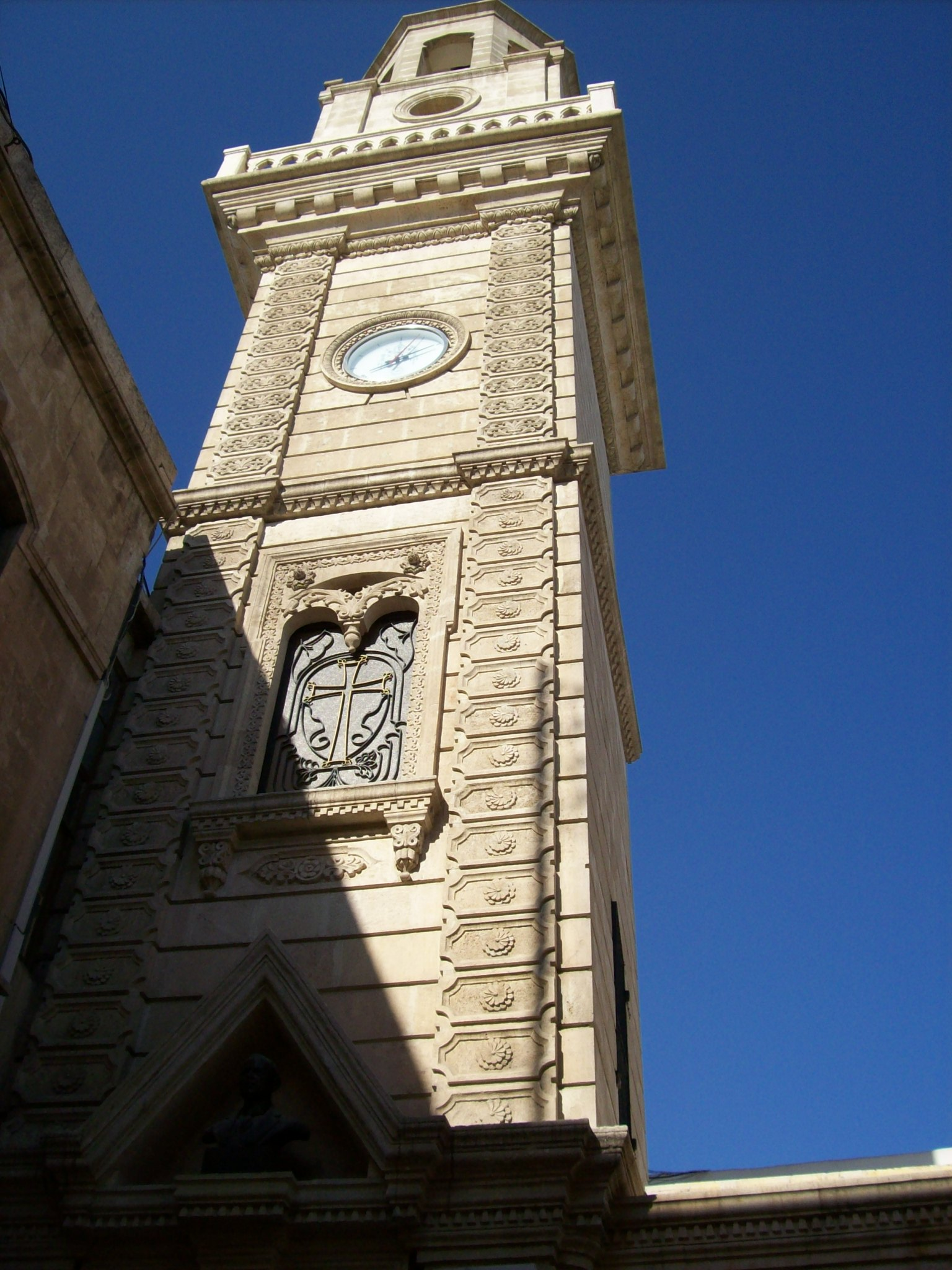
Собор Сорока Мучеников

- Великая мечеть Алеппо (Джами эль-Кабир) или Мечеть Омейадов, основана в 715 году Валидом I и, скорее всего, завершил строительство его преемник Сулейман. Здание содержит могилу Захария, отца Иоанна Крестителя. Мечеть была повреждена во время монгольского вторжения в 1260 году, и была восстановлена. Имеет четыре фасада разных стилей.
- Мечеть Хусрувийя, завершённая в 1547 г., построена по проекту знаменитого османского архитектора Синан.
- Аль-Нукта мечеть (en:Al-Nuqtah Mosque) («Мечеть капли (крови)»), шиитская мечеть. Считается, что на этом месте ранее был монастырь, превращённый в мечеть в 944 году.
- Аль-Аделия мечеть, построенная в 1555 году губернатором Алеппо Мухаммедом Паша.
- Аль-Саффахия мечеть, возведённая в 1425 году, с замечательно оформленными восьмиугольными минаретами.
- Аль-Кайкан мечети («Мечеть ворон»), с двумя древними базальтовыми колоннами у входа. В мечети находится каменный блок с хеттскими надписями.
- Алтун-Бога мечеть (1318).
- Аль-Тауаши мечеть (XIV век, восстановлена в 1537), с большим фасадом, украшенным колоннами.
- Храм Сорока Мучеников — армянская церковь в Ждейде (XVI век).
- Центральная синагога Алеппо (en:Central Synagogue of Aleppo) — построена ок. 1200 года еврейской общиной.
- Маронитские, сирийские православные, католические и многие другие церкви в старом христианском квартале Ждейде, в том числе Кафедральный собор святого Илии и Кафедральный собор пророка Илии.

### Мёртвые города
Алеппо окружает множество исторических памятников и древнейших останков мёртвых городов. Они представляют собой группу из 700 заброшенных поселений на северо-западе Сирии. Эти города датируются V веком до н. э. и содержат элементы византийской архитектуры.
Самые важные мёртвые города и археологические памятники в районе Джебель-Семаан (гора Симеона) включают:
- Замок Калота, расположенный в 20 км к северо-западу от Алеппо. Был построен как римский храм во II веке нашей эры. После перехода в христианство, в V веке, храм был превращён в базилику. В результате войн между хамданидами и византийцами церковь была превращена в замок в X веке. Хорошо сохранились две церкви рядом с замком: восточная церковь, построенная в 492 году, и западная церковь (VI века).
- Базилика Хараб-Шамс, одно из старейших наиболее хорошо сохранившихся христианских сооружений в Леванте. Византийская церковь, которая находится в 21 км к северо-западу от Алеппо, восходит к IV веку.
- Церковь Фафертин, полуразрушенная римская базилика, датируется 372 годом нашей эры, расположена в 22 км к северо-западу от Алеппо. По словам алеппского историка Абдалла Хаджар, эта базилика считается одним из старейших церковных сооружений в мире.
- Посёлок Суркания, расположенный в 23 км к северо-западу от Алеппо, представляет собой остатки старого византийского поселения с полуразрушенной часовней VI века.
- Кафр-Кира — поселение в деревне Бурж-Гейдар, расположено в 24 км к северо-западу от Алеппо. Здесь находится много полуразрушенных христианских сооружений, относящихся к IV и VI векам.
- Историческое поселение Синхар, или Симхар, расположено в 24 км к северо-западу от Алеппо. Находясь в изолированной долине, деревня была заселена между II и VII веками. Церковь Синхар является одной из самых старых церквей Сирии и восходит к IV веку, а неподалёку располагается часовня VI века.
- Базилика Мушаббак. Хорошо сохранившиеся церкви второй половины V века (около 470) расположены в 25 км к западу от Алеппо, недалеко от города Дарэт-Аззе.

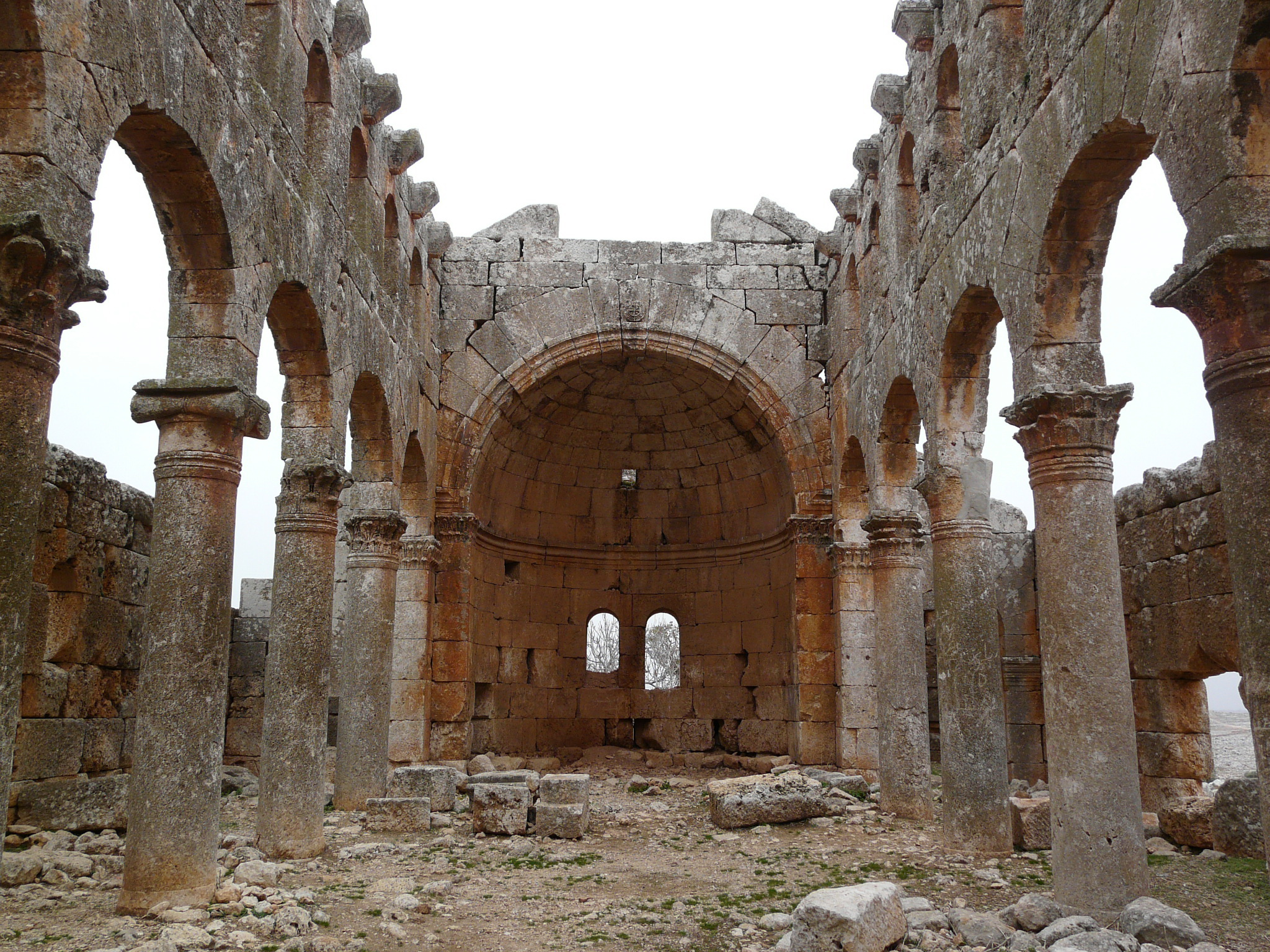
Базилика Мушаббак

- Барджака или Бурж-Сулейман — деревня, историческое поселение, расположенное в 26 км к северо-западу от Алеппо; место старой отшельнической башни с хорошо сохранившимися часовнями VI века.
- Церкви деревни Шейх-Сулейман, расположенной в 28 км к западу от Алеппо. В деревне находятся 3 древних церкви: разрушенная церковь, которая находится в центре поселения; хорошо сохранившаяся южная базилика, построенная в 602 году; и церковь Пресвятой Богородицы, датируемая V веком, которая считается одной из самых красивых церквей в северной Сирии. Также здесь находится отшельническая башня в северной части деревни.
- Кафр-Набо, в 29 км к западу от Алеппо. Это старое ассирийское поселение IX века до н. э. и место старого римского храма, который позже был преобразован в церковь. Есть много хорошо сохранившихся жилых домов V и VI веков.
- Брэд, город, расположенный в 32 км к западу от Алеппо; имеет много старых базилик, таких как маронитский монастырь Св. Иулиана Аназарвского (399—402 н. э.), где находится храм Святого Марона, и базилика в северной части деревни, сооружённая в 561 году.
- Поселение Кимар расположено в 35 км к северо-западу от Алеппо. Деревня римской и византийской эпох, датируется V веком нашей эры, содержит много хорошо сохранившихся церквей, башен и старых резервуаров воды.
- Храм Святого Симеона Столпника (Дейр Семаан), хорошо сохранившийся и один из самых известных церковных памятников в Сирии, датируемый V веком. Находится примерно в 35 км к северо-западу от Алеппо. Дейр Семаан является одной из старейших христианских церквей в мире.
- Посёлок Суганэ, расположенный в 40 км к северо-западу от Алеппо. Здесь находятся две полуразрушенные церкви и старые водохранилища.
- Айн-Дара, сиро-хеттский храм железного века (ок. X—VIII века до нашей эры), расположен в 45 км к северо-западу от Алеппо. Известен своим сходством с Храмом Соломона, как он описан в Библии. Уцелевшие скульптуры изображают львов и сфинксов (сравнимо с херувимами Первого Храма). Однако Храм Соломона был построен примерно в 1000—900 годах до нашей эры, а Айн Дара к тому времени уже существовал. Айн-Дара был построен или в честь Иштар, богини плодородия, или в честь женской богини Астарты, или в честь божества Баал Хадад — этот вопрос остаётся спорным.

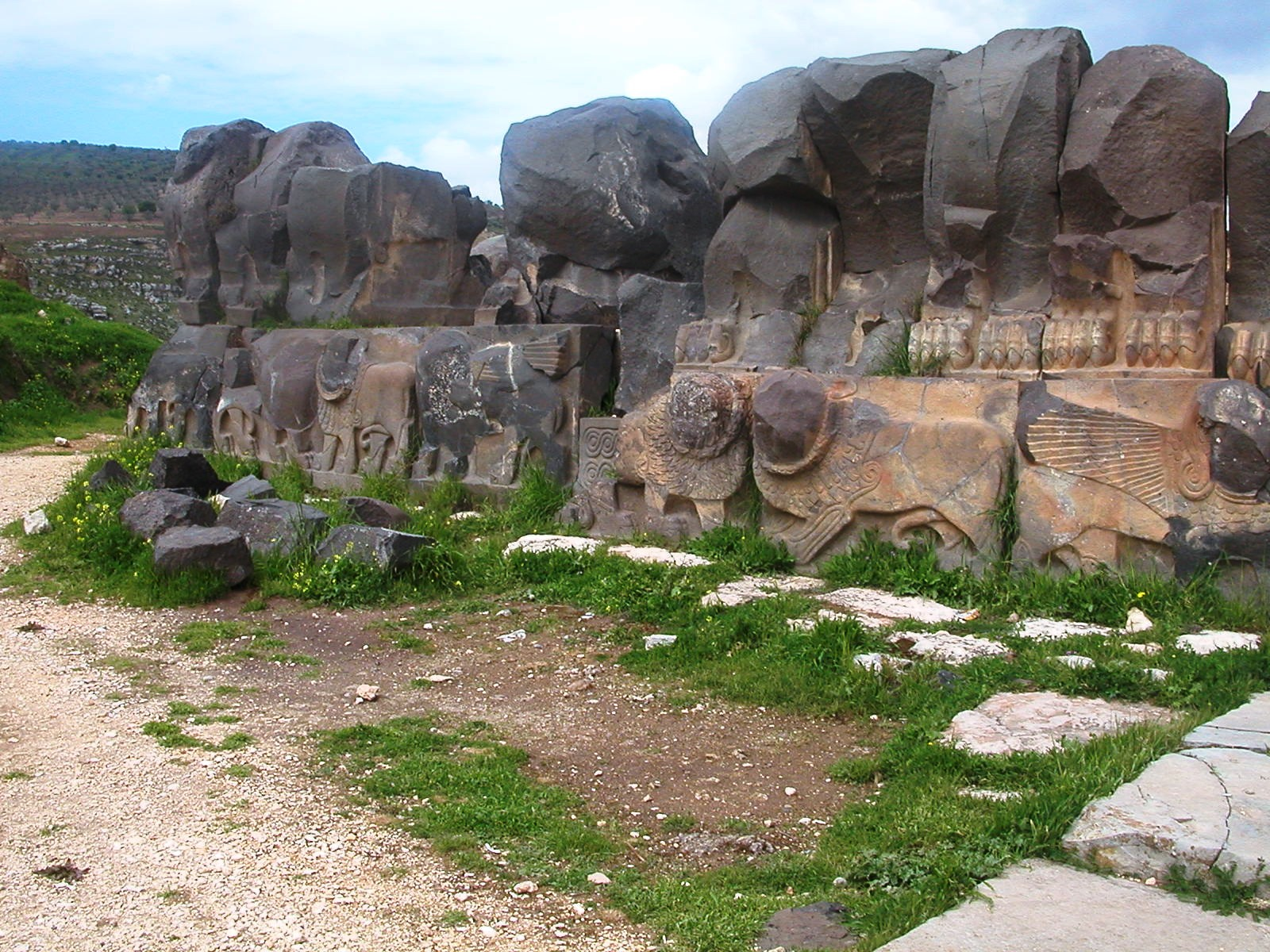
Айн Дара

- Селение Баб аль-Хауа, расположенное в 50 км к западу от Алеппо на границе с Турцией; место с большим количеством старых церквей IV века и хорошо сохранившихся ворот VI века нашей эры.
- Кирос (также известный как Хурус, араб. حوروس‎, или Айюполис) — древний город, расположенный в 65 км к северу от Алеппо; здесь находится древнейший храм Космы и Дамиана (известный как храм Наби-Ури), а также старый римский амфитеатр и два старых римских моста.

## Экономика

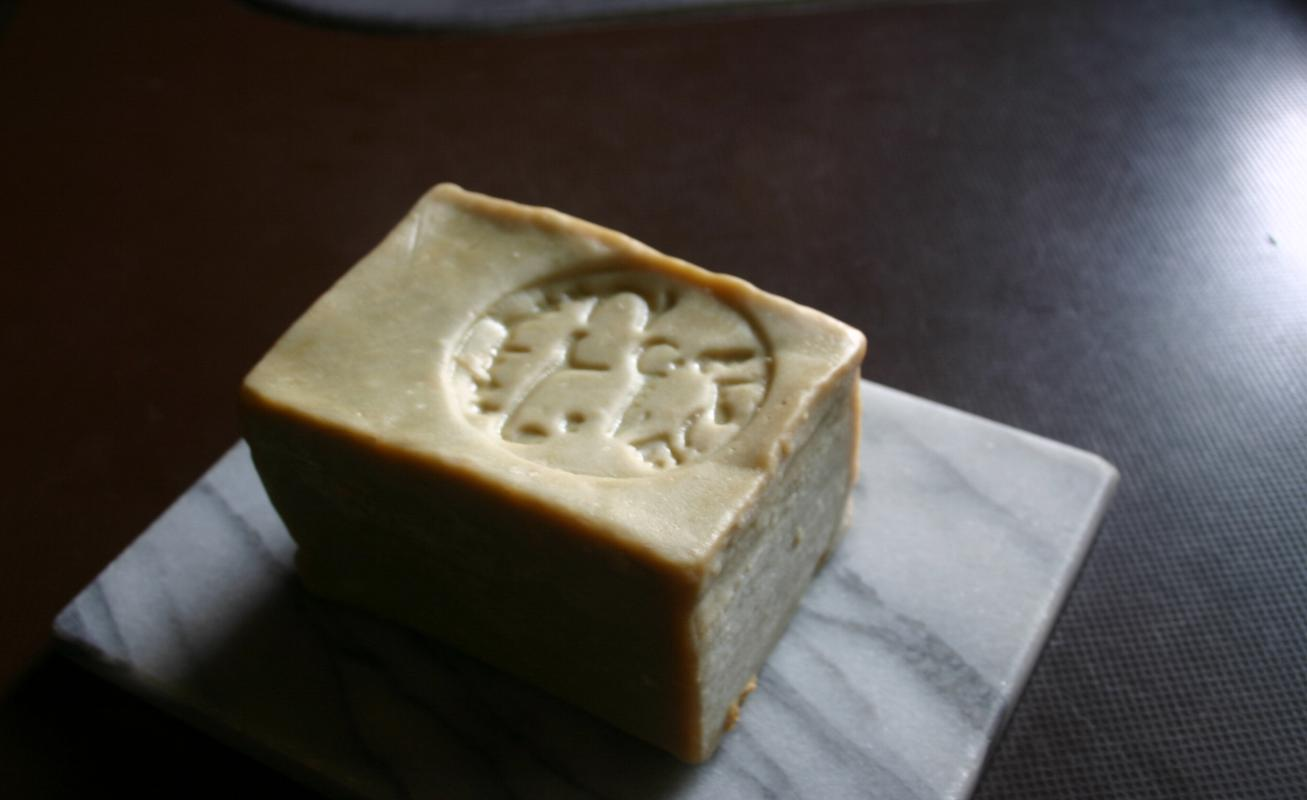
Алеппское мыло

Основная экономическая роль города как торгового места, а он располагается на перекрёстке двух торговых путей и посредничестве в торговле с Индией. Он продолжал процветать до тех пор, пока европейцы не начали использовать морской маршрут на Индию, обходящий мыс Доброй Надежды, а затем использовать маршрут через Египет в Красное море. С тех пор в городе снизился экспорт сельскохозяйственной продукции в прилегающих регионах, главным образом пшеницы, хлопка, фисташек, маслин и овец.
Главными отраслями промышленности являются текстильная, химическая, фармацевтическая, агроперерабатывающая, производство электротехники, алкогольных напитков. Также развит туризм. Алеппо — самая крупная городская агломерация в Сирийской Республике и наибольший промышленный центр, где трудоустроено более 50 % промышленных рабочих страны, и производится ещё большая доля экспортных доходов.
Алеппо расположен в очень благоприятной для сельского хозяйства зоне.

### Туризм
В городе был развит туризм. Основные туристические места — Крепость Алеппо (411,880), Музей Алеппской цитадели (31847), Национальный музей (24090).
Имеются 3 пятизвёздочных отеля, 11 четырёхзвёздочных, 8 трёхзвёздочных, 11 двухзвёздочных, 61 однозвёздочных отелей, 11 хостелов.

## Образование
В Университете Халеба учится около 60 000 студентов. В период боевых действий университет находился под контролем правительственных сил, однако пострадал от ракетных ударов.

## Транспортная инфраструктура
В городе расположен железнодорожный вокзал и международный аэропорт Алеппо.
Из городского транспорта ранее существовал трамвай (до 1969 года), но сейчас нет никакой альтернативы автобусу.

## Города-побратимы
- Ливан — Бейрут
- Франция — Лион
- Беларусь — Брест
- Турция — Газиантеп
- Турция — Килис
- Турция — Хатай
- Турция — Измир

## Территориальное деление
Город делится на районы четырёх типов — старые кварталы в городских стенах, старые кварталы вне городских стен, современные окраины, неформальные поселения.
Неформальные поселения имели ряд проблем:
неурегулированность статуса земли;
поселения созданы в противоречии с зональными планами;
плановые стандарты не соблюдаются;
здания были возведены в противоречии со строительными нормами и нормативами.
В неформальных поселениях проживает более 40 % населения города
Планировочные районы
- Южный — 362 000 человек (250 человек на гектар)
- Центральный — 1 002 000 человек (200 человек на гектар)
- Западный — 157 000 человек (100 человек на гектар)
- Северо-западный — 165 000 человек (150 человек на гектар)
- Северо-восточный — 314 000 человек (300 человек на гектар)
- Восточный — 400 000 человек (395 человек на гектар)